# Pietre d'inciampo nel centro storico di Roma

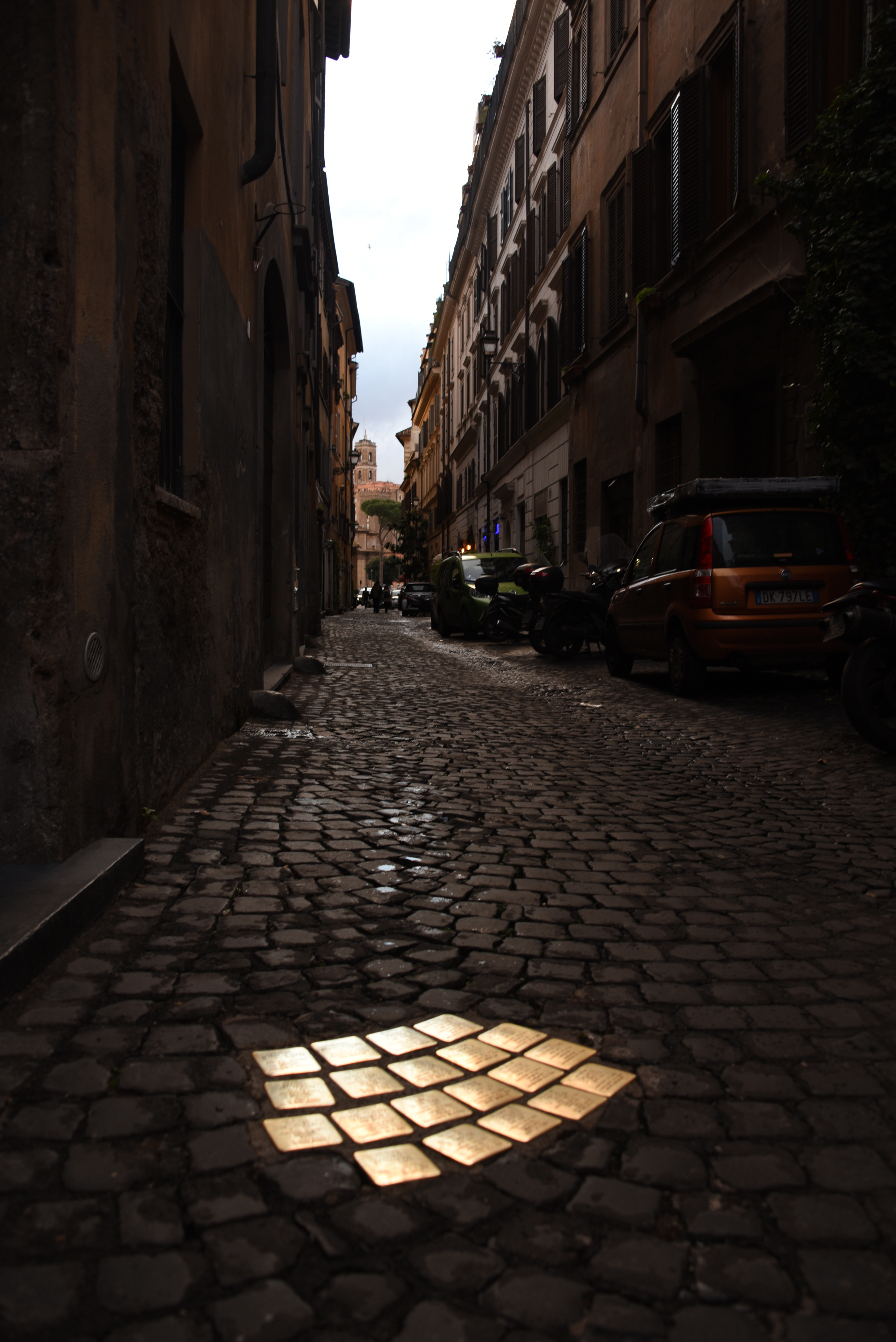
Le pietre d'inciampo di via Madonna dei Monti

Nel centro storico di Roma (Municipio I) sono posate 304 pietre d'inciampo intitolate a singole persone, oltre ad 1 pietra intitolata all'Arma dei Carabinieri.

## Municipio I
| Pietra d'inciampo | Pietra d'inciampo                                                   | Pietra d'inciampo | Pietra d'inciampo | Note biografiche |
| Data di posa      | Luogo di posa                                                       | Stolpersteine | Incisione | Note biografiche |
| ----------------- | ------------------------------------------------------------------- | --- | --- | --- |
| 28 gennaio 2010   | Viale Giulio Cesare, 103 41°54′34.62″N 12°27′36.29″E                | | DA QUI FURONO DEPORTATI 7.10.1943 2000 CARABINIERI NEI CAMPI IN GERMANIA, AUSTRIA, POLONIA. ALCUNI FURONO UCCISI MOLTI MORIRONO DI FAME, MALATTIA E MALTRATTAMENTI | Non è certo quanti furono i carabinieri deportati il 7 ottobre 1943. Secondo fonti italiane il loro numero oscilla fra i 1500 e i 2.000, mentre le fonti tedesche parlano di più di 2.000 deportati. L'ordine di arrestare e deportare gli appartenenti all'Arma fu eseguito dal generale di brigata Casimiro Delfini, su incarico del maresciallo Rodolfo Graziani, ministro della Difesa della R.S.I., d'intesa con il comando tedesco a Roma, soggetto al volere del Tenente Colonnello Herbert Kappler, a capo del Sicherheitsdienst (SD) di Roma. |
| 28 gennaio 2010   | Viale Giulio Cesare, 103 41°54′34.62″N 12°27′36.29″E                | | GIACOMO BOCCI NATO 1918 MORTO A DACHAU 3.5.1945 | Giacomo Bocci |
| 28 gennaio 2010   | Viale Giulio Cesare, 103 41°54′34.62″N 12°27′36.29″E                | | ATTILIO BELLAGAMBA NATO 1922 MORTO A WOLFSBERG 1.6.1944 | Attilio Bellagamba |
| 28 gennaio 2010   | Viale Giulio Cesare, 103 41°54′34.62″N 12°27′36.29″E                | | VITO MARZILIANO NATO 1923 MORTO A FREISING | Vito Marziliano |
| 28 gennaio 2010   | Viale Giulio Cesare, 103 41°54′34.62″N 12°27′36.29″E                | | ANTONIO DI PIETROMICCA NATO 1925 MORTO A GRAZ/PUNTIGAM 1.4.1945 | Antonio Di Pietromicca |
| 28 gennaio 2010   | Viale Giulio Cesare, 103 41°54′34.62″N 12°27′36.29″E                | | VALDO DE SANTIS NATO 1924 MORTO NEL CAMPO 55 AUSTRIA NEL MARZO 1945                                                                                                | Valdo De Santis |
| 28 gennaio 2010   | Viale Giulio Cesare, 103 41°54′34.62″N 12°27′36.29″E                | | ARMANDO ZANCO NATO ? MORTO A BRUNDORF/MARBURG 19.7.1944 | Armando Zanco |
| 28 gennaio 2010   | Viale Giulio Cesare, 103 41°54′34.62″N 12°27′36.29″E                | | FRANCESCO PAPEO NATO 1924 MORTO A WOLFSBERG 4.5.1944 | Francesco Papeo |
| 28 gennaio 2010   | Viale Giulio Cesare, 103 41°54′34.62″N 12°27′36.29″E                | | NICOLA CICCHIELLO NATO 1924 MORTO A WOLFSBERG 16.4.1945 | Nicola Cicchiello |
| 28 gennaio 2010   | Viale Giulio Cesare, 103 41°54′34.62″N 12°27′36.29″E                | | NOBILE FIMIANI NATO 1925 UCCISO NEL CAMPO 3662 A MONACO DI BAVIERA                                                                                                 | Nobile Fimiani |
| 28 gennaio 2010   | Viale Giulio Cesare, 103 41°54′34.62″N 12°27′36.29″E                | | LUIGI ETTORE MARCHETTO NATO 1924 MORTO A WOLFSBERG NEL LUGLIO 1944                                                                                                 | Luigi Ettore Marchetto |
| 28 gennaio 2010   | Viale Giulio Cesare, 103 41°54′34.62″N 12°27′36.29″E                | | MICHELE CROCCUCCIO NATO 1924 MORTO A MONACO DI BAVIERA 12.9.1944                                                                                                   | Michele Croccuccio |
| 28 gennaio 2010   | Viale Giulio Cesare, 103 41°54′34.62″N 12°27′36.29″E                | | EFISIO ROSAS NATO 1908 UCCISO DURANTE LA TRADOTTA 8.10.1943 | Efisio Rosas |
| 28 gennaio 2010   | Via della Reginella, 2                                              | | QUI ABITAVA ROSSANA CALÒ NATA 1941 ARRESTATA 16.10.1943 DEPORTATA AUSCHWITZ ASSASSINATA 23.10.1943                                                                 | Rossana Calo' |
| 28 gennaio 2010   | Via della Reginella, 2                                              | | QUI ABITAVA GRAZIA DI SEGNI NATA 1889 ARRESTATA 16.10.1943 DEPORTATA AUSCHWITZ ASSASSINATA 23.10.1943                                                              | Grazia di Segni |
| 28 gennaio 2010   | Via della Reginella, 2                                              | | QUI ABITAVA GIUDITTA SPIZZICHINO NATA 1922 ARRESTATA 16.10.1943 DEPORTATA AUSCHWITZ ASSASSINATA 24.7.1944                                                          | Giuditta Spizzichino |
| 28 gennaio 2010   | Via della Reginella, 2                                              | | QUI ABITAVA ADA SPIZZICHINO NATA 1915 ARRESTATA 16.10.1943 DEPORTATA AUSCHWITZ ASSASSINATA 23.10.1943                                                              | Ada Spizzichino |
| 12 gennaio 2011   | Via Goffredo Mameli, 47 41°53′13.08″N 12°28′04.82″E                 | | QUI ABITAVA GIACOMO SPIZZICHINO NATO 1920 ARRESTATO 1.1.1944 DEPORTATO KZ MAUTHAUSEN ASSASSINATO 19.4.1945                                                         | Giacomo Spizzichino |
| 12 gennaio 2011   | Via Goffredo Mameli, 47 41°53′13.08″N 12°28′04.82″E                 | | QUI ABITAVA EUGENIO SPIZZICHINO NATO 1918 ARRESTATO 6.5.1944 DEPORTATO AUSCHWITZ ASSASSINATO IN LUOGO IGNOTO DOPO IL 20 GENNAIO 1945                               | Eugenio Spizzichino |
| 12 gennaio 2011   | Via Natale del Grande, 21 41°53′13.58″N 12°28′12.22″E               | | QUI ABITAVA ADOLFO MIELI NATO 1892 ARRESTATO 15.4.1944 DEPORTATO AUSCHWITZ MORTO IN LUOGO IGNOTO IN DATA IGNOTA                                                    | Adolfo Mieli |
| 12 gennaio 2011   | Via Natale del Grande, 21 41°53′13.58″N 12°28′12.22″E               | | QUI ABITAVA ARMANDO MIELI NATO 1929 ARRESTATO 28.4.1944 DEPORTATO AUSCHWITZ MORTO IN LUOGO IGNOTO IN DATA IGNOTA                                                   | Armando Mieli |
| 12 gennaio 2011   | Via Natale del Grande, 51 41°53′14.82″N 12°28′16.37″E               | | QUI ABITAVA MICHELE MIELI NATO 1890 ARRESTATO 18.4.1944 DEPORTATO AUSCHWITZ ASSASSINATO 30.6.1944                                                                  | Michele Mieli |
| 12 gennaio 2011   | Lungotevere Sanzio, 2 41°53′29.81″N 12°28′13.66″E                   | | QUI ABITAVA TERESA CAMPAGNANO NATA 1882 ARRESTATA 16.10.1943 DEPORTATA AUSCHWITZ ASSASSINATA                                                                       | Teresa Campagnano |
| 12 gennaio 2011   | Lungotevere Sanzio, 2 41°53′29.81″N 12°28′13.66″E                   | | QUI ABITAVA ANGELO FATUCCI NATO 1902 ARRESTATO 16.10.1943 DEPORTATO AUSCHWITZ ASSASSINATO OTTOBRE 1944                                                             | Angelo Fatucci |
| 12 gennaio 2011   | Lungotevere Sanzio, 2 41°53′29.81″N 12°28′13.66″E                   | | QUI ABITAVA ATTILIO FATUCCI NATO 1935 ARRESTATO 16.10.1943 DEPORTATO AUSCHWITZ ASSASSINATO 23.10.1943                                                              | Attilio Fatucci |
| 12 gennaio 2011   | Lungotevere Sanzio, 2 41°53′29.81″N 12°28′13.66″E                   | | QUI ABITAVA CESIRA DELLA TORRE NATA 1904 ARRESTATA 16.10.1943 DEPORTATA AUSCHWITZ ASSASSINATA                                                                      | Cesira della Torre |
| 12 gennaio 2011   | Via Garibaldi, 38 41°53′24.13″N 12°27′57.06″E                       | | QUI ABITAVA AUGUSTO SPERATI NATO 1881 ARRESTATO COME POLITICO 22.12.1943 DEPORTATO MAUTHAUSEN MORTO 15.7.1944 CASTELLO DI HARTHEIM                                 | Augusto Sperati |
| 12 gennaio 2011   | Via Catalana, 1 41°53′32.63″N 12°28′39.35″E                         | | QUI ABITAVA AMEDEO SONNINO NATO 1892 ARRESTATO 16.10.1943 DEPORTATO AUSCHWITZ ASSASSINATO 31.5.1944                                                                | Amedeo Sonnino |
| 12 gennaio 2011   | Via Catalana, 1 41°53′32.63″N 12°28′39.35″E                         | | QUI ABITAVA DORA PAVONCELLO NATA 1894 ARRESTATA 16.10.1943 DEPORTATA AUSCHWITZ ASSASSINATA 20.6.1944                                                               | Dora Pavoncello |
| 12 gennaio 2011   | Via Catalana, 1 41°53′32.63″N 12°28′39.35″E                         | | QUI ABITAVA GIULIO AMATI NATO 1913 ARRESTATO 1.2.1944 DEPORTATO AUSCHWITZ MORTO 20.4.1945 LANDESBERG                                                               | Giulio Amati |
| 12 gennaio 2011   | Via Catalana, 5 41°53′31.96″N 12°28′41.55″E                         | | QUI ABITAVA ANGELO CITONI NATO 1873 ARRESTATO 16.10.1943 DEPORTATO AUSCHWITZ ASSASSINATO 23.10.1943                                                                | Angelo Citoni |
| 12 gennaio 2011   | Via del Tempio, 4 41°53′33.15″N 12°28′39.08″E                       | | QUI ABITAVA GIACOMO TERRACINA NATO 1915 ARRESTATO 16.10.1943 DEPORTATO AUSCHWITZ MORTO 7.4.1945 BUCHENWALD                                                         | Giacomo Terracina |
| 12 gennaio 2011   | Via del Tempio, 4 41°53′33.15″N 12°28′39.08″E                       | | QUI ABITAVA ENRICA DI SEGNI NATA 1925 ARRESTATA 16.10.1943 DEPORTATA AUSCHWITZ MORTA GENNAIO 1944 BERGEN-BELSEN                                                    | Enrica di Segni |
| 12 gennaio 2011   | Via del Tempio, 4 41°53′33.15″N 12°28′39.08″E                       | | QUI ABITAVA VIRGINIA TERRACINA NATA 1943 ARRESTATA 16.10.1943 DEPORTATA AUSCHWITZ ASSASSINATA 23.10.1943                                                           | Virginia Terracina' |
| 12 gennaio 2011   | Via della Reginella, 19 41°53′35.66″N 12°28′38.37″E                 | | QUI ABITAVA LEONE PAVONCELLO NATO 1902 ARRESTATO 13.4.1944 DEPORTATO AUSCHWITZ ASSASSINATO OTTOBRE 1944                                                            | Leone Pavoncello |
| 12 gennaio 2011   | Via Costaguti, 29 41°53′35.91″N 12°28′36.44″E                       | | QUI ABITAVA COSTANZA SPIZZICHINO ASTROLOGO NATA 1882 ARRESTATA 16.10.1943 DEPORTATA AUSCHWITZ ASSASSINATA 23.10.1943                                               | Costanza Spizzichino Astrologo |
| 12 gennaio 2011   | Via Arenula, 16 41°53′37.84″N 12°28′33.55″E                         | | QUI ABITAVA ANGELO DI CASTRO NATO 1899 ARRESTATO 16.10.1943 DEPORTATO AUSCHWITZ ASSASSINATO 23.10.1943                                                             | Angelo Di Castro |
| 12 gennaio 2011   | Via Arenula, 16 41°53′37.84″N 12°28′33.55″E                         | | QUI ABITAVA DEBORA PERUGIA NATA 1878 ARRESTATA 16.10.1943 DEPORTATA AUSCHWITZ ASSASSINATA 23.10.1943                                                               | Debora Perugia |
| 12 gennaio 2011   | Via Arenula, 16 41°53′35.05″N 12°28′31.54″E                         | | QUI ABITAVA SAMUELE LEONE DELLA SETA NATO 1869 ARRESTATO 16.10.1943 DEPORTATO AUSCHWITZ ASSASSINATO 23.10.1943                                                     | Samuele Leone Della Seta |
| 12 gennaio 2011   | Via Arenula, 16 41°53′35.05″N 12°28′31.54″E                         | | QUI ABITAVA GIULIA DI SEGNI DELLA SETA NATA 1927 ARRESTATA 16.10.1943 DEPORTATA AUSCHWITZ ASSASSINATA 23.10.1943                                                   | Giulia di Segni Della Seta |
| 12 gennaio 2011   | Via Arenula, 16 41°53′35.05″N 12°28′31.54″E                         | | QUI ABITAVA CESIRA CALO' NATA 1925 ARRESTATA 16.10.1943 DEPORTATA AUSCHWITZ MORTA IN LUOGO IGNOTO IN DATA IGNOTA                                                   | Cesira Calo' |
| 12 gennaio 2011   | Via Arenula, 53 41°53′31.24″N 12°28′29.65″E                         | | QUI ABITAVA LEONELLO DELLA SETA NATO 1891 ARRESTATO 16.10.1943 DEPORTATO AUSCHWITZ ASSASSINATO GENNAIO 1944 VARSAVIA                                               | Leonello Della Seta |
| 12 gennaio 2011   | Via Arenula, 53 41°53′31.24″N 12°28′29.65″E                         | | QUI ABITAVA GIANCARLO DELLA SETA NATO 1927 ARRESTATO 16.10.1943 DEPORTATO AUSCHWITZ ASSASSINATO GENNAIO 1944 VARSAVIA                                              | Giancarlo Della Seta |
| 12 gennaio 2011   | Via dei Cerchi, 63 41°53′15.48″N 12°29′03.24″E                      | | QUI ABITAVA ELIA EFRATI NATO 1913 ARRESTATO 13.4.1944 DEPORTATO AUSCHWITZ ASSASSINATO DICEMBRE 1944                                                                | Elia Efrati |
| 12 gennaio 2011   | Via dei Giubbonari, 30 41°53′39.92″N 12°28′25.43″E                  | | QUI ABITAVA ANGELO TAGLIACOZZO NATO 1916 ARRESTATO 8.5.1944 DEPORTATO AUSCHWITZ MORTO 28.2.1945 DACHAU                                                             | Angelo Tagliacozzo |
| 12 gennaio 2011   | Via dei Giubbonari, 30 41°53′39.92″N 12°28′25.43″E                  | | QUI ABITAVA ANGELO LIMENTANI NATO 1920 ARRESTATO 8.5.1944 DEPORTATO AUSCHWITZ ASSASSINATO                                                                          | Angelo Limentani |
| 13 gennaio 2011   | Via dei Querceti, 24 41°53′16.89″N 12°29′51.46″E                    | | QUI ABITAVA MARGHERITA BONDI' MILANO NATA 1897 ARRESTATA 25.2.1944 DEPORTATA AUSCHWITZ ASSASSINATA 23.5.1944                                                       | Margherita Bondì Milano |
| 13 gennaio 2011   | Via dei Querceti, 24 41°53′16.89″N 12°29′51.46″E                    | | QUI ABITAVA SILVANA MILANO NATA 1927 ARRESTATA 25.2.1944 DEPORTATA AUSCHWITZ MORTA 12.4.1945 BERGEN-BELSEN                                                         | Silvana Milano |
| 13 gennaio 2011   | Via Miani, 4 41°52′33.44″N 12°29′11.76″E                            | | QUI ABITAVA PIERO VENEZIANI NATO 1905 ARRESTATO 16.10.1943 DEPORTATO AUSCHWITZ MORTO IN LUOGO IGNOTO INDATA IGNOTA                                                 | Piero Veneziani |
| 13 gennaio 2011   | Via Miani, 4 41°52′33.44″N 12°29′11.76″E                            | | QUI ABITAVA MARGHERITA VENEZIANI NATA 1907 ARRESTATA 16.10.1943 DEPORTATA AUSCHWITZ MORTA IN LUOGO IGNOTO IN DATA IGNOTA                                           | Margherita Veneziani |
| 13 gennaio 2011   | Via Miani, 4 41°52′33.44″N 12°29′11.76″E                            | | QUI ABITAVA GUIDO VENEZIANI NATO 1934 ARRESTATO 16.10.1943 DEPORTATO AUSCHWITZ ASSASSINATO 23.10.1943                                                              | Guido Veneziani |
| 13 gennaio 2011   | Via Girolamo Dandini, 20 41°52′32.22″N 12°29′09.55″E                | | QUI ABITAVA GIACOMO VENEZIANI NATO 1880 ARRESTATO 2.2.1944 DEPORTATO AUSCHWITZ ASSASSINATO 23.5.1944                                                               | Giacomo Veneziani |
| 13 gennaio 2011   | Via Girolamo Dandini, 20 41°52′32.22″N 12°29′09.55″E                | | QUI ABITAVA CELESTE SESTIERI VENEZIANI NATA 1884 ARRESTATA 2.2.1944 DEPORTATA AUSCHWITZ ASSASSINATA 23.5.1944                                                      | Celeste Sestieri Veneziani |
| 13 gennaio 2011   | Via Girolamo Dandini, 20 41°52′32.22″N 12°29′09.55″E                | | QUI ABITAVA MARCELLA VENEZIANI NATA 1921 ARRESTATA 18.10.1943 DEPORTATA AUSCHWITZ MORTA IN LUOGO IGNOTO INDATA IGNOTA                                              | Marcella Veneziani |
| 13 gennaio 2011   | Via Nazionale, 87 41°53′54.15″N 12°29′23.69″E                       | | QUI ABITAVA BENIAMINO DI CORI NATO 1879 ARRESTATO 23.4.1944 DEPORTATO AUSCHWITZ ASSASSINATO 30.6.1944                                                              | Beniamino di Cori |
| 13 gennaio 2011   | Via Piemonte, 127 41°54′36.34″N 12°29′35.43″E                       | | QUI ABITAVA LIONELLO ALATRI NATO 1878 ARRESTATO 16.10.1943 DEPORTATO AUSCHWITZ ASSASSINATO 23.10.1943                                                              | Lionello Alatri |
| 13 gennaio 2011   | Via Piemonte, 127 41°54′36.34″N 12°29′35.43″E                       | | QUI ABITAVA EVELINA CHIMICHI ALATRI NATA 1882 ARRESTATA 16.10.1943 DEPORTATA AUSCHWITZ ASSASSINATA 23.10.1943                                                      | Evelina Chimichi Alatri |
| 13 gennaio 2011   | Via Sicilia, 154 41°54′33.51″N 12°29′39.19″E                        | | QUI ABITAVA CLARA SERENO NATA 1911 ARRESTATA 16.10.1943 DEPORTATA AUSCHWITZ ASSASSINATA                                                                            | Clara Sereno |
| 13 gennaio 2011   | Via Germanico, 96 41°54′29.51″N 12°27′33.21″E                       | | QUI ABITAVA GIUSEPPE EFRATI NATO 1880 ARRESTATO 16.10.1943 DEPORTATO AUSCHWITZ ASSASSINATO 23.10.1943                                                              | Giuseppe Efrati |
| 13 gennaio 2011   | Via Germanico, 96 41°54′29.51″N 12°27′33.21″E                       | | QUI ABITAVA CLARA BAROCCIO EFRATI NATA 1891 ARRESTATA 16.10.1943 DEPORTATA AUSCHWITZ MORTA IN LUOGO IGNOTO INDATA IGNOTA                                           | Clara Baroccio Efrati |
| 13 gennaio 2011   | Via Germanico, 96 41°54′29.51″N 12°27′33.21″E                       | | QUI ABITAVA AUGUSTO EFRATI NATO 1916 ARRESTATO 16.10.1943 DEPORTATO AUSCHWITZ MORTO 19.3.1945 GROSS ROSEN                                                          | Augusto Efrati |
| 9 gennaio 2012    | Via Madonna Dei Monti, 82 41°53′38.78″N 12°29′21.58″E               | | QUI ABITAVA ORABONA MOSCATO NATA 1879 ARRESTATA 21.3.1944 DEPORTATA AUSCHWITZ ASSASSINATA 23.5.1944                                                                | Orabona Moscato |
| 9 gennaio 2012    | Via Madonna Dei Monti, 82 41°53′38.78″N 12°29′21.58″E               | | QUI ABITAVA MOSE’ DI CONSIGLIO NATO 1870 ARRESTATO 21.3.1944 ASSASSINATO 24.3.1944 FOSSE ARDEATINE                                                                 | Mosè di Consiglio |
| 9 gennaio 2012    | Via Madonna Dei Monti, 82 41°53′38.78″N 12°29′21.58″E               | | QUI ABITAVA SALOMONE DI CONSIGLIO NATO 1899 ARRESTATO 21.3.1944 ASSASSINATO 24.3.1944 FOSSE ARDEATINE                                                              | Salomone Di Consiglio |
| 9 gennaio 2012    | Via Madonna Dei Monti, 82 41°53′38.78″N 12°29′21.58″E               | | QUI ABITAVA GEMMA DI TIVOLI NATA 1898 ARRESTATA 21.3.1944 DEPORTATA AUSCHWITZ ASSASSINATA 23.5.1944                                                                | Gemma di Tivoli |
| 9 gennaio 2012    | Via Madonna Dei Monti, 82 41°53′38.78″N 12°29′21.58″E               | | QUI ABITAVA VIRGINIA DI CONSIGLIO NATA 1923 ARRESTATA 21.3.1944 DEPORTATA AUSCHWITZ MORTA IN LUOGO IGNOTO IN DATA IGNOTA                                           | Virginia di Consiglio |
| 9 gennaio 2012    | Via Madonna Dei Monti, 82 41°53′38.78″N 12°29′21.58″E               | | QUI ABITAVA MARCO DI CONSIGLIO NATO 1924 ARRESTATO 21.3.1944 ASSASSINATO 24.3.1944 FOSSE ARDEATINE                                                                 | Marco Di Consiglio |
| 9 gennaio 2012    | Via Madonna Dei Monti, 82 41°53′38.78″N 12°29′21.58″E               | | QUI ABITAVA SANTORO DI CONSIGLIO NATO 1925 ARRESTATO 21.3.1944 ASSASSINATO 24.3.1944 FOSSE ARDEATINE                                                               | Santoro Di Consiglio |
| 9 gennaio 2012    | Via Madonna Dei Monti, 82 41°53′38.78″N 12°29′21.58″E               | | QUI ABITAVA FRANCO DI CONSIGLIO NATO 1927 ARRESTATO 21.3.1944 ASSASSINATO 24.3.1944 FOSSE ARDEATINE                                                                | Franco di Consiglio |
| 9 gennaio 2012    | Via Madonna Dei Monti, 82 41°53′38.78″N 12°29′21.58″E               | | QUI ABITAVA RINA ESTER DI CONSIGLIO NATA 1934 ARRESTATA 21.3.1944 DEPORTATA AUSCHWITZ ASSASSINATA 23.5.1944                                                        | Rina Ester di Consiglio |
| 9 gennaio 2012    | Via Madonna Dei Monti, 82 41°53′38.78″N 12°29′21.58″E               | | QUI ABITAVA MARISA DI CONSIGLIO NATA 1938 ARRESTATA 21.3.1944 DEPORTATA AUSCHWITZ ASSASSINATA 23.5.1944                                                            | Marisa di Consiglio |
| 9 gennaio 2012    | Via Madonna Dei Monti, 82 41°53′38.78″N 12°29′21.58″E               | | QUI ABITAVA LINA DI CONSIGLIO NATA 1939 ARRESTATA 21.3.1944 DEPORTATA AUSCHWITZ ASSASSINATA 23.5.1944                                                              | Lina Di Consiglio |
| 9 gennaio 2012    | Via Madonna Dei Monti, 82 41°53′38.78″N 12°29′21.58″E               | | QUI ABITAVA CESARE ELVEZIO DI CONSIGLIO NATO 1942 ARRESTATO 21.3.1944 DEPORTATO AUSCHWITZ ASSASSINATO 23.5.1944                                                    | Cesare Elvezio Di Consiglio |
| 9 gennaio 2012    | Via Madonna Dei Monti, 82 41°53′38.78″N 12°29′21.58″E               | | QUI ABITAVA CLARA DI CONSIGLIO NATA 1917 ARRESTATA 21.3.1944 DEPORTATA AUSCHWITZ MORTA IN LUOGO IGNOTO IN DATA IGNOTA                                              | Clara Di Consiglio |
| 9 gennaio 2012    | Via Madonna Dei Monti, 82 41°53′38.78″N 12°29′21.58″E               | | QUI ABITAVA ANGELO DI CASTRO NATO 1917 ARRESTATO 21.3.1944 ASSASSINATO 24.3.1944 FOSSE ARDEATINE                                                                   | Angelo di Castro |
| 9 gennaio 2012    | Via Madonna Dei Monti, 82 41°53′38.78″N 12°29′21.58″E               | | QUI ABITAVA GIULIANA COLOMBA DI CASTRO NATA 1941 ARRESTATA 21.3.1944 DEPORTATA AUSCHWITZ ASSASSINATA 23.5.1944                                                     | Giuliana Colomba Di Castro |
| 9 gennaio 2012    | Via Madonna Dei Monti, 82 41°53′38.78″N 12°29′21.58″E               | | QUI ABITAVA GIOVANNI DI CASTRO NATO 1944 ARRESTATO 21.3.1944 DEPORTATO AUSCHWITZ ASSASSINATO 23.5.1944                                                             | Giovanni Di Castro |
| 9 gennaio 2012    | Via Madonna Dei Monti, 82 41°53′38.78″N 12°29′21.58″E               | | QUI ABITAVA LEONELLO DI CONSIGLIO NATO 1906 ARRESTATO 11.5.1944 DEPORTATO AUSCHWITZ MORTO 29.9.1944                                                                | Leonello Di Consiglio |
| 9 gennaio 2012    | Via Madonna Dei Monti, 82 41°53′38.78″N 12°29′21.58″E               | | QUI ABITAVA GRAZIANO DI CONSIGLIO NATO 1920 ARRESTATO 5.4.1944 DEPORTATO AUSCHWITZ MORTO IN LUOGO IGNOTO IN DATA IGNOTA                                            | Graziano di Consiglio |
| 9 gennaio 2012    | Via Madonna Dei Monti, 82 41°53′38.78″N 12°29′21.58″E               | | QUI ABITAVA ENRICA DI CONSIGLIO NATA 1912 ARRESTATA 16.10.1943 DEPORTATA AUSCHWITZ MORTA IN LUOGO IGNOTO IN DATA IGNOTA                                            | Enrica Di Consiglio |
| 9 gennaio 2012    | Via Madonna Dei Monti, 82 41°53′38.78″N 12°29′21.58″E               | | QUI ABITAVA MARIO MARCO DI CONSIGLIO NATO 1940 ARRESTATO 16.10.1943 DEPORTATO AUSCHWITZ ASSASSINATO 23.10.1943                                                     | Mario Marco Di Consiglio |
| 9 gennaio 2012    | Via Urbana, 2 41°53′52.46″N 12°29′44.22″E                           | | QUI ABITAVA DON PIETRO PAPPAGALLO NATO 1888 ARRESTATO 29.1.1944 ASSASSINATO 24.3.1944 FOSSE ARDEATINE                                                              | Don Pietro Pappagallo |
| 9 gennaio 2012    | Viale Giulio Cesare, 223 41°54′30.63″N 12°27′21.7″E                 | | QUI ABITAVA AUGUSTO PIPERNO NATO 1874 ARRESTATO 16.10.1943 DEPORTATO AUSCHWITZ ASSASSINATO 23.10.1943                                                              | Augusto Piperno |
| 9 gennaio 2012    | Viale Giulio Cesare, 223 41°54′30.63″N 12°27′21.7″E                 | | QUI ABITAVA VIRGINIA BAROCCIO IN PIPERNO NATA 1885 ARRESTATA 16.10.1943 DEPORTATA AUSCHWITZ ASSASSINATA 23.10.1043                                                 | Virginia Baroccio in Piperno |
| 9 gennaio 2012    | Via Monte Zebio, 40 41°55′13.15″N 12°27′59.31″E                     | | QUI ABITAVA FRITZ WARSCHAUER NATO 1877 ARRESTATO 21.12.1943 DEPORTATO AUSCHWITZ ASSASSINATO 10.4.1044                                                              | Fritz Warschauer |
| 10 gennaio 2012   | Lungotevere de' Cenci, 4 41°53′30.9″N 12°28′32.66″E                 | | QUI ABITAVA MICHELE SABATELLO NATO 1904 ARRESTATO 3.5.1944 DEPORTATO AUSCHWITZ MORTO IN LUOGO IGNOTO IN DATA IGNOTA                                                | Michele Sabatello |
| 10 gennaio 2012   | Via della Reginella, 10 41°53′30.9″N 12°28′32.66″E                  | | QUI ABITAVA DORA PIATTELLI NATA 1897 ARRESTATA 16.10.1943 DEPORTATA AUSCHWITZ MORTA 1.7.1944                                                                       | Dora Piattelli |
| 10 gennaio 2012   | Via della Reginella, 10 41°53′30.9″N 12°28′32.66″E                  | | QUI ABITAVA ZACCARIA DI CAPUA NATO 1899 ARRESTATO 16.3.1944 ASSASSINATO 24.3.1944 FOSSE ARDEATINE                                                                  | Zaccaria di Capua |
| 10 gennaio 2012   | Via della Reginella, 10 41°53′30.9″N 12°28′32.66″E                  | | QUI ABITAVA AMADIO DI CAPUA NATO 1926 ARRESTATO 16.10.1943 DEPORTATO AUSCHWITZ MORTO 1.3.1945                                                                      | Amadio di Capua |
| 10 gennaio 2012   | Via Santa Maria del Pianto, 10 41°53′35.9″N 12°28′35.12″E           | | QUI ABITAVA ROSA SERMONETA NATA 1904 ARRESTATA 16.10.1943 DEPORTATA AUSCHWITZ MORTA IN LUOGO IGNOTO IN DATA IGNOTA                                                 | Rosa Sermoneta |
| 10 gennaio 2012   | Via Santa Maria del Pianto, 10 41°53′35.9″N 12°28′35.12″E           | | QUI ABITAVA ANITA SERMONETA NATA 1910 ARRESTATA 16.10.1943 DEPORTATA AUSCHWITZ MORTA IN LUOGO IGNOTO IN DATA IGNOTA                                                | Anita Sermoneta |
| 10 gennaio 2012   | Via Santa Maria del Pianto, 10 41°53′35.9″N 12°28′35.12″E           | | QUI ABITAVA EMMA VIVANTI NATA 1882 ARRESTATA 16.10.1943 DEPORTATA AUSCHWITZ ASSASSINATA 20.6.1944                                                                  | Emma Vivanti |
| 10 gennaio 2012   | Via in Publicolis, 2 41°53′37.69″N 12°28′34.85″E                    | | QUI ABITAVA ANGELO ANTICOLI NATO 1906 ARRESTATO 19.4.1944 DEPORTATO AUSCHWITZ MORTO 24.9.1944                                                                      | Angelo Anticoli |
| 10 gennaio 2012   | Via Arenula, 41 41°53′32.78″N 12°28′29.73″E                         | | QUI ABITAVA GIORGINA GUGLIELMA COEN NATA 1888 ARRESTATA 16.10.1943 DEPORTATA AUSCHWITZ ASSASSINATA 23.10.1943                                                      | Giorgina Guglielma Coen |
| 10 gennaio 2012   | Via Arenula, 41 41°53′32.78″N 12°28′29.73″E                         | | QUI ABITAVA ANGELO PIPERNO NATO 1881 ARRESTATO 16.10.1943 DEPORTATO AUSCHWITZ ASSASSINATO 23.10.1943                                                               | Angelo Piperno |
| 10 gennaio 2012   | Via S. Maria in Monticelli, 67 41°53′35.24″N 12°28′27.43″E          | | QUI ABITAVA LETIZIA SPIZZICHINO NATA 1916 ARRESTATA 8.5.1944 DEPORTATA AUSCHWITZ MORTA 13.4.1945 BERGEN BELSEN                                                     | Letizia Spizzichino |
| 10 gennaio 2012   | Via S. Maria in Monticelli, 67 41°53′35.24″N 12°28′27.43″E          | | QUI ABITAVA ELVIRA SPIZZICHINO NATA 1928 ARRESTATA 8.5.1944 DEPORTATA AUSCHWITZ ASSASSINATA 30.6.1944                                                              | Elvira Spizzichino |
| 10 gennaio 2012   | Via S. Maria in Monticelli, 67 41°53′35.24″N 12°28′27.43″E          | | QUI ABITAVA GRAZIELLA SPIZZICHINO NATA 1914 ARRESTATA 9.5.1944 DEPORTATA AUSCHWITZ MORTA 15.4.1945 BERGEN BELSEN                                                   | Graziella Spizzichino |
| 10 gennaio 2012   | Lungotevere Sanzio, 2 41°53′29.81″N 12°28′13.66″E                   | | QUI ABITAVA AMADIO SABATO FATUCCI NATO 1877 ARRESTATO 22.2.1944 ASSASSINATO 24.3.1944 FOSSE ARDETATINE                                                             | Amadio Sabato Fatucci |
| 10 gennaio 2012   | Vicolo della Penitenza, 24 41°53′37.88″N 12°27′53.22″E              | | QUI ABITAVA GIUSEPPE GIUSTI NATO 1927 ARRESTATO COME POLITICO 31.12.1943 DEPORTATO KZ MAUTHAUSEN MORTO MAGGIO 1945 EBENSEE                                         | Giuseppe Giusti |
| 10 gennaio 2012   | Via della Luce, 13 1°53′19.87″N 12°28′31.97″E                       | | QUI ABITAVA GIACOBBE MOSCATI NATO 1874 ARRESTATO 16.10.1943 DEPORTATO AUSCHWITZ ASSASSINATO 23.10.1943                                                             | Giacobbe Moscati |
| 10 gennaio 2012   | Via della Luce, 13 1°53′19.87″N 12°28′31.97″E                       | | QUI ABITAVA BENVENUTA CALO' NATA 1875 ARRESTATA 16.10.1943 DEPORTATA AUSCHWITZ ASSASSINATA 23.10.1943                                                              | Benvenuta Calo' |
| 10 gennaio 2012   | Via della Luce, 13 1°53′19.87″N 12°28′31.97″E                       | | QUI ABITAVA REALE MOSCATI NATA 1904 ARRESTATA 16.10.1943 DEPORTATA AUSCHWITZ MORTA IN LUOGO IGNOTO IN DATA IGNOTA                                                  | Reale Moscati |
| 10 gennaio 2012   | Via Anicia, 6 41°53′09.89″N 12°28′27.48″E                           | | QUI ABITAVA CARLO CITONI NATO 1936 ARRESTATO 16.10.1943 DEPORTATO AUSCHWITZ ASSASSINATO 23.10.1943                                                                 | Carlo Citoni |
| 10 gennaio 2012   | Via Anicia, 6 41°53′09.89″N 12°28′27.48″E                           | | QUI ABITAVA LAURA ROCCAS IN CITONI NATA 1908 ARRESTATA 16.10.1943 DEPORTATA AUSCHWITZ MORTA IN LUOGO IGNOTO IN DATA IGNOTA                                         | Laura Roccas in Citoni |
| 10 gennaio 2012   | Via Anicia, 6 41°53′09.89″N 12°28′27.48″E                           | | QUI ABITAVA GIACOMO GUIDO CITONI NATO 1890 ARRESTATO 16.10.1943 DEPORTATO AUSCHWITZ MORTO IN LUOGO IGNOTO IN DATA IGNOTA                                           | Giacomo Guido Citoni |
| 10 gennaio 2012   | Via Anicia, 6 41°53′09.89″N 12°28′27.48″E                           | | QUI ABITAVA GIUSEPPINA ANITA CITONI NATA 1940 ARRESTATA 16.10.1943 DEPORTATO AUSCHWITZ ASSASSINATA 23.10.1943                                                      | Giuseppina Anita Citoni |
| 10 gennaio 2012   | Via Anicia, 6 41°53′09.89″N 12°28′27.48″E                           | | QUI ABITAVA ARRIGO CITONI NATO 1938 ARRESTATO 16.10.1943 DEPORTATO AUSCHWITZ ASSASSINATO 23.10.1943                                                                | Arrigo Citoni |
| 10 gennaio 2012   | Via Amerigo Vespucci, 41 41°52′53.63″N 12°28′31.42″E                | | QUI ABITAVA CESARE DI CONSIGLIO NATO 1912 ARRESTATO 21.3.1944 ASSASSINATO 24.3.1944 FOSSE ARDETATINE                                                               | Cesare Di Consiglio |
| 10 gennaio 2012   | Via Amerigo Vespucci, 41 41°52′53.63″N 12°28′31.42″E                | | QUI ABITAVA CELESTE VIVANTI NATA 1906 ARRESTATA 16.10.1943 DEPORTATA AUSCHWITZ ASSASSINATA 23.10.1943                                                              | Celeste Vivanti |
| 10 gennaio 2012   | Via Amerigo Vespucci, 41 41°52′53.63″N 12°28′31.42″E                | | QUI ABITAVA ADA DI CONSIGLIO NATA 1937 ARRESTATA 16.10.1943 DEPORTATA AUSCHWITZ ASSASSINATA 23.10.1943                                                             | Ada Di Consiglio |
| 10 gennaio 2012   | Via Amerigo Vespucci, 41 41°52′53.63″N 12°28′31.42″E                | | QUI ABITAVA MARCO DI CONSIGLIO NATO 1939 ARRESTATO 16.10.1943 DEPORTATO AUSCHWITZ ASSASSINATO 23.10.1943                                                           | Marco Di Consiglio |
| 10 gennaio 2012   | Via Amerigo Vespucci, 41 41°52′53.63″N 12°28′31.42″E                | | QUI ABITAVA MIRELLA DI CONSIGLIO NATA 1942 ARRESTATA 16.10.1943 DEPORTATA AUSCHWITZ ASSASSINATA 23.10.1943                                                         | Mirella Di Consiglio |
| 14 gennaio 2013   | Via Santa Maria del Pianto 10 41°53′35.9″N 12°28′35.12″E            | | QUI ABITAVA PACIFICO TAGLLIACOZZO NATO 1907 ARRESTATO 29.3.1944 DEPORTATO AUSCHWITZ ASSASSINATO 20.8.1044                                                          | Pacifico Tagliacozzo |
| 14 gennaio 2013   | Via Giotto, 3 41°52′36.98″N 12°28′59.86″E                           | | QUI ABITAVA WANDA VENEZIANI NATA 1904 ARRESTATA 16.10.1943 DEPORTATA AUSCHWITZ MORTA IN LUOGO IGNOTO IN DATA IGNOTA                                                | Wanda Veneziani |
| 14 gennaio 2013   | Via Giotto, 3 41°52′36.98″N 12°28′59.86″E                           | | QUI ABITAVA PELLEGRINO VENEZIANI NATO 1877 ARRESTATO 16.10.1943 DEPORTATO AUSCHWITZ ASSASSINATO 23.10.1043                                                         | Pellegrino Veneziani |
| 14 gennaio 2013   | Via Giotto, 3 41°52′36.98″N 12°28′59.86″E                           | | QUI ABITAVA LEA VENEZIANI NATA 1913 ARRESTATA 16.10.1943 DEPORTATA AUSCHWITZ MORTA IN LUOGO IGNOTO IN DATA IGNOTA                                                  | Lea Veneziani |
| 14 gennaio 2013   | Via Marmorata, 169 41°52′55.64″N 12°28′35.5″E                       | | QUI ABITAVA ADOLFO CAVIGLIA NATO 1898 ARRESTATO 9.3.1944 ASSASSINATO 24.3.1944 FOSSE ARDEATINE                                                                     | Adolfo Caviglia |
| 14 gennaio 2013   | Piazza Campo de' Fiori, 41 41°53′44.06″N 12°28′21.2″E               | | QUI ABITAVA CLAUDIO PIPERNO NATO 1923 ARRESTATO ASSASSINATO 24.3.1944 FOSSE ARDEATINE                                                                              | Claudio Piperno |
| 14 gennaio 2013   | Via Catalana, 1 41°53′33.87″N 12°28′37.29″E                         | | QUI ABITAVA CLELIA PONTECORVO IN SONNINO NATA 1886 ARRESTATA 16.10.1943 DEPORTATA AUSCHWITZ MORTA IN LUOGO IGNOTO IN DATA IGNOTA                                   | Clelia Pontecorvo in Sonnino |
| 14 gennaio 2013   | Via Catalana, 1 41°53′33.87″N 12°28′37.29″E                         | | QUI ABITAVA ISACCO SONNINO NATO 1886 ARRESTATO 16.10.1943 DEPORTATO AUSCHWITZ ASSASSINATO 23.10.1043                                                               | Isacco Sonnino |
| 14 gennaio 2013   | Via del Portico d'Ottavia, 13 41°53′30.92″N 12°28′42.45″E           | | QUI ABITAVA COSTANZA SONNINO NATA 1909 ARRESTATA 16.10.1943 DEPORTATA AUSCHWITZ MORTA IN LUOGO IGNOTO IN DATA IGNOTA                                               | Costanza Sonnino |
| 14 gennaio 2013   | Piazza Mattei, 3 41°53′37.64″N 12°28′38.86″E                        | | QUI ABITAVA ADELE ASCARELLI NATA 1898 ARRESTATA 16.10.1943 DEPORTATA AUSCHWITZ MORTA IN LUOGO IGNOTO IN DATA IGNOTA                                                | Adele Ascarelli |
| 14 gennaio 2013   | Via Arenula, 83 41°53′38.43″N 12°28′33.67″E                         | | QUI ABITAVA ALFREDO DONATO DI NOLA NATO 1878 ARRESTATO 16.10.1943 DEPORTATO AUSCHWITZ ASSASSINATO 23.10.1943                                                       | Alfredo Donato Di Nola |
| 14 gennaio 2013   | Via Arenula, 83 41°53′38.43″N 12°28′33.67″E                         | | QUI ABITAVA LIVIA DELLA SETA NATA 1886 ARRESTATA 16.10.1943 DEPORTATA AUSCHWITZ ASSASSINATA 23.10.1943                                                             | Livia Della Seta |
| 14 gennaio 2013   | Via Arenula, 41 41°53′32.78″N 12°28′29.73″E                         | | QUI ABITAVA LAURA ROMANELLI NATA 1921 ARRESTATA 16.10.1943 DEPORTATA AUSCHWITZ ASSASSINATA 23.10.1943                                                              | Laura Romanelli |
| 14 gennaio 2013   | Via Arenula, 41 41°53′32.78″N 12°28′29.73″E                         | | QUI ABITAVA MARGHERITA SONNINO NATA 1884 ARRESTATA 16.10.1943 DEPORTATA AUSCHWITZ ASSASSINATA 23.10.1943                                                           | Margherita Sonnino |
| 14 gennaio 2013   | Via Arenula, 41 41°53′32.78″N 12°28′29.73″E                         | | QUI ABITAVA ANGELO ROMANELLI NATO 1882 ARRESTATO 16.10.1943 DEPORTATO AUSCHWITZ ASSASSINATO 23.10.1943                                                             | Angelo Romanelli |
| 14 gennaio 2013   | Via Arenula, 41 41°53′32.78″N 12°28′29.73″E                         | | QUI ABITAVA SAMUELE SONNINO NATO 1908 ARRESTATO 16.10.1943 DEPORTATO AUSCHWITZ MORTO FEBBRAIO 1944 VARSAVIA                                                        | Samuele Sonnino |
| 14 gennaio 2013   | Via Arenula, 41 41°53′32.78″N 12°28′29.73″E                         | | QUI ABITAVA MOSÈ MARCO SONNINO NATO 1870 ARRESTATO 16.10.1943 DEPORTATO AUSCHWITZ ASSASSINATO 23.10.1943                                                           | Mose' Marco Sonnino |
| 14 gennaio 2013   | Via Arenula, 41 41°53′32.78″N 12°28′29.73″E                         | | QUI ABITAVA AMELIA PIPERNO IN SONNINO NATA 1881 ARRESTATA 16.10.1943 DEPORTATA AUSCHWITZ ASSASSINATA 23.10.1943                                                    | Amelia Piperno in Sonnino |
| 15 gennaio 2013   | Via del Babuino, 84 41°54′25.99″N 12°28′49.8″E                      | | QUI ABITAVA UBALDO VENEZIANI NATO 1894 ARRESTATO 18.12.1943 DEPORTATO AUSCHWITZ ASSASSINATO 28.8.1944                                                              | Ubaldo Veneziani |
| 15 gennaio 2013   | Viale delle Milizie, 15 41°54′37.96″N 12°27′23.82″E                 | | QUI ABITAVA ALDO VENEZIANI NATO 1899 ARRESTATO 16.10.1943 DEPORTATO AUSCHWITZ MORTO DICEMBRE 1944                                                                  | Aldo Veneziani |
| 15 gennaio 2013   | Viale delle Milizie, 15 41°54′37.96″N 12°27′23.82″E                 | | QUI ABITAVA DARIO VENEZIANI NATO 1901 ARRESTATO 16.10.1943 DEPORTATO AUSCHWITZ MORTO DICEMBRE 1944                                                                 | Dario Veneziani |
| 15 gennaio 2013   | Viale delle Milizie, 15 41°54′37.96″N 12°27′23.82″E                 | | QUI ABITAVA ENRICA TAGLIACOZZO IN VENEZIANI NATA 1901 ARRESTATA 16.10.1943 DEPORTATA AUSCHWITZ ASSASSINATA 23.10.1943                                              | Enrica Tagliacozzo in Veneziani |
| 15 gennaio 2013   | Viale Giulio Cesare, 95 41°54′36.08″N 12°27′39.88″E                 | | QUI ABITAVA GIULIO MORTERA NATO 1870 ARRESTATO 16.10.1943 DEPORTATO AUSCHWITZ ASSASSINATO 23.10.1943                                                               | Giulio Mortera |
| 15 gennaio 2013   | Viale Giulio Cesare, 95 41°54′36.08″N 12°27′39.88″E                 | | QUI ABITAVA VIRGINIA SCAZZOCCHIO IN MORTERA NATA 1866 ARRESTATA 16.10.1943 DEPORTATA AUSCHWITZ ASSASSINATA 23.10.1943                                              | Virginia Scazzocchio in Mortera |
| 15 gennaio 2013   | Viale Giulio Cesare, 95 41°54′36.08″N 12°27′39.88″E                 | | QUI ABITAVA JOLE MORTERA NATA 1901 ARRESTATA 16.10.1943 DEPORTATA AUSCHWITZ MORTA IN LUOGO IGNOTO IN DATA IGNOTA                                                   | Jole Mortera |
| 15 gennaio 2013   | Via A. Chinotto, 1 41°55′12.99″N 12°27′56.65″E                      | | QUI ABITAVA SALVATORE FIORENTINI NATO 1885 ARRESTATO 16.10.1943 DEPORTATO AUSCHWITZ MORTO IN LUOGO IGNOTO IN DATA IGNOTA                                           | Salvatore Fiorentini |
| 15 gennaio 2013   | Via A. Chinotto, 1 41°55′12.99″N 12°27′56.65″E                      | | QUI ABITAVA ELDA PIATTELLI NATA 1901 ARRESTATA 16.10.1943 DEPORTATA AUSCHWITZ MORTA IN DATA IGNOTA                                                                 | Elda Piattelli |
| 15 gennaio 2013   | Via A. Chinotto, 1 41°55′12.99″N 12°27′56.65″E                      | | QUI ABITAVA PIERA FIORENTINI NATA 1922 ARRESTATA 16.10.1943 DEPORTATA AUSCHWITZ MORTA IN DATA IGNOTA                                                               | Piera Fiorentini |
| 13 gennaio 2014   | Via della Lungara, 29 41°53′42.79″N 12°27′49.9″E                    | | DA QUI FU DEPORTATO JEAN BOURDET NATO 1919 ARRESTATO COME POLITICO 3.1.1944 DEPORTATO KZ MAUTHAUSEN MORTO 30.4.1945 EBENSEE                                        | Jean Bourdet |
| 13 gennaio 2014   | Via della Lungara, 29 41°53′42.79″N 12°27′49.9″E                    | | DA QUI FU DEPORTATO PASKVALA BLAZEVIC NATO 1920 ARRESTATO COME POLITICO 26.12.1943 DEPORTATO KZ MAUTHAUSEN MORTO 19.4.1945 GUSEN                                   | Paskvala Blazevic |
| 13 gennaio 2014   | Via della Reginella, 19 41°53′36.83″N 12°28′38.89″E                 | | QUI ABITAVA SETTIMIO SPAGNOLETTO NATO 1895 ARRESTATO 27.3.1944 DEPORTATO AUSCHWITZ ASSASSINATO 23.5.1944                                                           | Settimio Spagnoletto |
| 13 gennaio 2014   | Via S. Ambrogio, 23 41°53′36.34″N 112°28′39.51″E                    | | QUI ABITAVA MARCO SCIUNNACH NATO 1888 ARRESTATO GENNAIO 1944 DEPORTATO AUSCHWITZ MORTO IN LUOGO IGNOTO IN DATA IGNOTA                                              | Marco Sciunnach |
| 13 gennaio 2014   | Via S. Ambrogio, 23 41°53′36.34″N 112°28′39.51″E                    | | QUI ABITAVA SETTIMIO SCIUNNACH NATO 1897 ARRESTATO 21.2.1944 DEPORTATO AUSCHWITZ MORTO 31.10.1944                                                                  | Settimio Sciunnach |
| 13 gennaio 2014   | Via S. Ambrogio, 23 41°53′36.34″N 112°28′39.51″E                    | | QUI ABITAVA ROSA SPAGNOLETTO IN SCIUNNACH NATA 1896 ARRESTATA 21.2.1944 DEPORTATA AUSCHWITZ ASSASSINATA 10.4.1943                                                  | Rosa Spagnoletto in Sciunnach |
| 13 gennaio 2014   | Via Marmorata, 169 41°52′55.64″N 12°28′35.5″E                       | | QUI ABITAVA LAZZARO DI PORTO NATO 1882 ARRESTATO 8.5.1944 DEPORTATO AUSCHWITZ ASSASSINATO 30.6.1943                                                                | Lazzaro Di Porto |
| 14 gennaio 2014   | Via Marianna Dionigi, 17 41°54′21.23″N 12°28′20.4″E                 | | QUI ABITAVA DANTE CALO' NATO 1890 ARRESTATO 13.1.1944 DEPORTATO AUSCHWITZ MORTO IN LUOGO IGNOTO IN DATA IGNOTA                                                     | Dante Calò |
| 14 gennaio 2014   | Viale della Piramide Cestia, 21 41°52′43.24″N 12°28′58.95″E         | | QUI ABITAVA GINO PACE NATO 1885 ARRESTATO 16.10.1943 DEPORTATO AUSCHWITZ ASSASSINATO 23.10.1943                                                                    | Gino Pace |
| 14 gennaio 2014   | Viale della Piramide Cestia, 21 41°52′43.24″N 12°28′58.95″E         | | QUI ABITAVA SERGIO PACE NATO 1926 ARRESTATO 16.10.1943 DEPORTATO AUSCHWITZ MORTO IN LUOGO IGNOTO IN DATA IGNOTA                                                    | Sergio Pace |
| 14 gennaio 2014   | Viale della Piramide Cestia, 21 41°52′43.24″N 12°28′58.95″E         | | QUI ABITAVA FERNANDA PIAZZA NATA 1888 ARRESTATA 16.10.1943 DEPORTATA AUSCHWITZ ASSASSINATA 23.10.1943                                                              | Fernanda Piazza |
| 14 gennaio 2014   | Viale della Piramide Cestia, 21 41°52′43.24″N 12°28′58.95″E         | | QUI ABITAVA EMMA MAZALTOV SEPPILLI NATA 1857 ARRESTATA 16.10.1943 DEPORTATA AUSCHWITZ ASSASSINATA 23.10.1943                                                       | Emma Mazaltov Seppilli |
| 14 gennaio 2014   | Viale della Piramide Cestia, 21 41°52′43.24″N 12°28′58.95″E         | | QUI ABITAVA GISELLA GREGO NATA 1875 ARRESTATA 16.10.1943 DEPORTATA AUSCHWITZ ASSASSINATA 23.10.1943                                                                | Gisella Grego |
| 14 gennaio 2014   | Via Venezia, 14 41°54′00.66″N 12°29′33.24″E                         | | QUI ABITAVA ALBERTO PASCUCCI NATO 1912 ARRESTATO COME POLITICO 23.12.1943 DEPORTATO KZ MAUTHAUSEN MORTO 18.5.1944 EBENSEE                                          | Alberto Pascucci |
| 7 gennaio 2015    | Via della Luce, 20 41°53′17.12″N 12°28′28.89″E                      | | QUI ABITAVA ABRAMO DI VEROLI NATO 1881 ARRESTATO 16.10.1943 DEPORTATO AUSCHWITZ ASSASSINATO 23.10.1943                                                             | Abramo di Veroli |
| 7 gennaio 2015    | Via della Luce, 20 41°53′17.12″N 12°28′28.89″E                      | | QUI ABITAVA ITALIA ASTROLOGO NATA 188O ARRESTATA 16.10.1943 DEPORTATA AUSCHWITZ ASSASSINATA 23.10.1943                                                             | Italia Astrologo |
| 7 gennaio 2015    | Largo della Gancia, 1 41°54′48.2″N 12°27′42.43″E                    | | QUI ABITAVA MAURIZIO GIGLIO NATO 1920 ARRESTATO COME MILITARE 17.3.1944 ASSASSINATO FOSSE ARDEATINE 24.3.1944                                                      | Maurizio Giglio |
| 7 gennaio 2015    | Viale delle Milizie, 11A 41°54′39.52″N 12°27′23.95″E                | | QUI ABITAVA ITALO CAMERINO NATO 1893 ARRESTATO 16.10.1943 DEPORTATO AUSCHWITZ ASSASSINATO 5.1.1944 JAWISCHOWITZ                                                    | Italo Camerino |
| 7 gennaio 2015    | Viale delle Milizie, 11A 41°54′39.52″N 12°27′23.95″E                | | QUI ABITAVA WANDA CAMERINO NATA 1918 ARRESTATA 16.10.1943 DEPORTATA AUSCHWITZ MORTA 20.5.1944 IN LUOGO IGNOTO                                                      | Wanda Camerino |
| 7 gennaio 2015    | Viale delle Milizie, 11A 41°54′39.52″N 12°27′23.95″E                | | QUI ABITAVA SETTIMIO RENATO DI CORI NATO 1899 ARRESTATO 16.10.1943 DEPORTATO AUSCHWITZ ASSASSINATO 23.10.1943                                                      | Settimio Renato Di Cori |
| 7 gennaio 2015    | Viale delle Milizie, 11A 41°54′39.52″N 12°27′23.95″E                | | QUI ABITAVA GIULIA DI CORI NATA 1894 ARRESTATA 16.10.1943 DEPORTATA AUSCHWITZ ASSASSINATA 20.5.1944                                                                | Giulia di Cori |
| 7 gennaio 2015    | Via Vespasiano, 17 41°54′24.05″N 12°27′25.24″E                      | | QUI ABITAVA CESARE ASTROLOGO NATO 1903 ARRESTATO 15.3.1944 ASSASSINATO FOSSE ARDEATINE 24.3.1944                                                                   | Cesare Astrologo |
| 7 gennaio 2015    | Via del Portico d'Ottavia, 9 41°53′32.56″N 12°28′42.16″E            | | QUI ABITAVA GIOVANNI SABATELLO NATO 1888 ARRESTATO 16.10.1943 DEPORTATO AUSCHWITZ MORTO IN LUOGO IGNOTO IN DATA IGNOTA                                             | Giovanni Sabatello |
| 7 gennaio 2015    | Via del Portico d'Ottavia, 9 41°53′32.56″N 12°28′42.16″E            | | QUI ABITAVA ABRAMO SABATELLO NATO 1892 ARRESTATO 16.10.1943 DEPORTATO AUSCHWITZ MORTO IN LUOGO IGNOTO IN DATA IGNOTA                                               | Abramo Sabatello |
| 7 gennaio 2015    | Via del Portico d'Ottavia, 9 41°53′32.56″N 12°28′42.16″E            | | QUI ABITAVA CELESTE TAGLIACOZZO NATA 1892 ARRESTATO 16.10.1943 DEPORTATA AUSCHWITZ ASSASSINATA 23.10.1943                                                          | Celeste Tagliacozzo |
| 7 gennaio 2015    | Via del Portico d'Ottavia, 9 41°53′32.56″N 12°28′42.16″E            | | QUI ABITAVA GRAZIELLA SABATELLO NATA 1916 ARRESTATA 16.10.1943 DEPORTATA AUSCHWITZ ASSASSINATA 23.10.1943                                                          | Graziella Sabatello |
| 7 gennaio 2015    | Via del Portico d'Ottavia, 9 41°53′32.56″N 12°28′42.16″E            | | QUI ABITAVA ITALIA SABATELLO NATA 1918 ARRESTATA 16.10.1943 DEPORTATA AUSCHWITZ ASSASSINATA 23.10.1943                                                             | Italia Sabatello |
| 7 gennaio 2015    | Via del Portico d'Ottavia, 9 41°53′32.56″N 12°28′42.16″E            | | QUI ABITAVA EMMA SABATELLO NATA 1919 ARRESTATA 16.10.1943 DEPORTATA AUSCHWITZ ASSASSINATA 23.10.1943                                                               | Emma Sabatello |
| 7 gennaio 2015    | Via del Portico d'Ottavia, 9 41°53′32.56″N 12°28′42.16″E            | | QUI ABITAVA ENRICA SABATELLO NATA 1921 ARRESTATA 16.10.1943 DEPORTATA AUSCHWITZ ASSASSINATA 23.10.1943                                                             | Enrica Sabatello |
| 7 gennaio 2015    | Via del Portico d'Ottavia, 9 41°53′32.56″N 12°28′42.16″E            | | QUI ABITAVA LETIZIA SABATELLO NATA 1923 ARRESTATA 16.10.1943 DEPORTATA AUSCHWITZ ASSASSINATA 23.10.1943                                                            | Letizia Sabatello |
| 7 gennaio 2015    | Via del Portico d'Ottavia, 9 41°53′32.56″N 12°28′42.16″E            | | QUI ABITAVA LEONE SABATELLO NATA 1927 ARRESTATO 16.10.1943 DEPORTATO AUSCHWITZ SOPRAVVISSUTO                                                                       | Leone Sabatello |
| 7 gennaio 2015    | Via del Portico d'Ottavia, 9 41°53′32.56″N 12°28′42.16″E            | | QUI ABITAVA CELESTE ALBA SABATELLO NATA 1940 ARRESTATA 16.10.1943 DEPORTATA AUSCHWITZ ASSASSINATA 23.10.1943                                                       | Celeste Alba Sabatello |
| 7 gennaio 2015    | Via del Portico d'Ottavia, 9 41°53′32.56″N 12°28′42.16″E            | | QUI ABITAVA LIANA ORNELLA SABATELLO NATA 1943 ARRESTATA 16.10.1943 DEPORTATA AUSCHWITZ ASSASSINATA 23.10.1943                                                      | Liana Ornella Sabatello |
| 7 gennaio 2015    | Via Buonarroti, 29 41°53′37″N 12°30′09.31″E                         | | QUI FU CATTURATO PAOLO PETRUCCI NATO 1917 ARRESTATO COME POLITICO 14.2.1944 ASSASSINATO FOSSE ARDEATINE 24.3.1944                                                  | Paolo Petrucci |
| 11 gennaio 2016   | Viale Giulio Cesare, 71 41°54′36.89″N 12°27′44.35″E                 | | QUI ABITAVA ALFREDO SANSOLINI NATO 1897 ARRESTATO 14.3.1944 ASSASSINATO FOSSE ARDEATINE 24.3.1944                                                                  | Alfredo Sansolini |
| 11 gennaio 2016   | Viale delle Milizie, 140 41°54′38.94″N 12°27′19.74″E                | | QUI ABITAVA MARCELLO MENDES NATO 1915 ARRESTATO 16.10.1943 DEPORTATO AUSCHWITZ ASSASSINATO                                                                         | Marcello Mendes |
| 11 gennaio 2016   | Viale delle Milizie, 140 41°54′38.94″N 12°27′19.74″E                | | QUI ABITAVA MAURIZIO MENDES NATO 1876 ARRESTATO 16.10.1943 DEPORTATO AUSCHWITZ ASSASSINATO                                                                         | Maurizio Mendes |
| 11 gennaio 2016   | Viale delle Milizie, 140 41°54′38.94″N 12°27′19.74″E                | | QUI ABITAVA UMBERTO MENDES NATO 1923 ARRESTATO 16.10.1943 DEPORTATO AUSCHWITZ ASSASSINATO                                                                          | Umberto Mendes |
| 11 gennaio 2016   | Via dei Fienili, 66 41°53′26.49″N 12°28′59.93″E                     | | QUI ABITAVA PACIFICO LIVOLI NATO 1927 ARRESTATO 9.3.1944 DEPORTATO AUSCHWITZ ASSASSINATO 31.12.1944                                                                | Pacifico Livoli |
| 11 gennaio 2016   | Via S. Maria del Pianto, 10 41°53′35.9″N 12°28′35.12″E              | | QUI ABITAVA ENRICO DAVID DI VEROLI NATO 1883 ARRESTATO 15.4.1944 DEPORTATO AUSCHWITZ ASSASSINATO 30.6.1944                                                         | Enrico David di Veroli |
| 11 gennaio 2016   | Via della Reginella, 27 41°53′35.66″N 12°28′38.37″E                 | | QUI ABITAVA DONATO PIAZZA NATO 1896 ARRESTATO 7.4.1944 DEPORTATO AUSCHWITZ MORTO 20.3.1945 NATZWEILER                                                              | Donato Piazza |
| 11 gennaio 2016   | Via del Portico d'Ottavia, 9 41°53′32.56″N 12°28′42.16″E            | | QUI ABITAVA ENRICA TAGLIACOZZO NATA 1912 ARRESTATA 18.10.1943 DEPORTATa AUSCHWITZ ASSASSINATA                                                                      | Enrica Tagliacozzo |
| 11 gennaio 2017   | Via di Santa Bonosa, 35 41°53′22.2″N 12°28′30.15″E                  | | QUI ABITAVA GIUSEPPE DI CASTRO NATO 1893 ARRESTATO 29.8.1944 DEPORTATO AUSCHWITZ ASSASSINATO                                                                       | Giuseppe di Castro |
| 11 gennaio 2017   | Via Luciano Manara, 10 41°53′16.78″N 12°28′14.79″E                  | | QUI ABITAVA AMEDEO DI CORI NATO 1927 ARRESTATO 15.4.1944 DEPORTATO AUSCHWITZ MORTO 20.1.1945 NATZWEILER                                                            | Amedeo Di Cori |
| 11 gennaio 2017   | Via Sant’Angelo in Pescheria, 28 41°53′33.96″N 12°28′43.43″E        | | QUI ABITAVA ANGELO SED NATO 1905 ARRESTATO 1.4.1944 DEPORTATO AUSCHWITZ ASSASSINATO                                                                                | Angelo Sed |
| 11 gennaio 2017   | Via di Porta Pinciana, 6 41°54′26.04″N 12°29′10.73″E                | | QUI ABITAVA IDA LUZZATTI NATA 1881 ARRESTATA 16.10.1943 DEPORTATa AUSCHWITZ ASSASSINATA 23.10.1943                                                                 | Ida Luzzatti |
| 11 gennaio 2017   | Via di Porta Pinciana, 6 41°54′26.04″N 12°29′10.73″E                | | QUI ABITAVA ELENA SEGRE' NATA 1910 ARRESTATA 16.10.1943 DEPORTATa AUSCHWITZ ASSASSINATA                                                                            | Elena Segre |
| 9 gennaio 2018    | Via dei Delfini, 14 41°53′37.75″N 12°28′45.65″E                     | | QUI ABITAVA ESTER MIELI NATA 1937 ARRESTATA 16.10.1943 DEPORTATA AUSCHWITZ ASSASSINATA 23.10.1943                                                                  | Ester Mieli |
| 9 gennaio 2018    | Via della Reginella, 27 41°53′35.66″N 12°28′38.37″E                 | | QUI ABITAVA VIRGINIA PIAZZA NATA 1906 ARRESTATA 16.10.1943 DEPORTATA AUSCHWITZ ASSASSINATA                                                                         | Virginia Piazza |
| 9 gennaio 2018    | Via della Reginella, 27 41°53′35.66″N 12°28′38.37″E                 | | QUI ABITAVA PACIFICO DI CONSIGLIO NATO 1910 ARRESTATO 15.2.1944 DEPORTATO AUSCHWITZ ASSASSINATO 10.4.1945 MAUTHAUSEN                                               | Pacifico Di Consiglio |
| 15 gennaio 2019   | Via della Lungara, 61 41°53′37.35″N 12°28′00.04″E                   | | QUI ABITAVA ALBERTO TRIONFI NATO 1892 ARRESTATO 9.9.1943 DEPORTATO LAGER 64/Z ASSASSINATO 28.1.1945 KUSNIKA ZELICHOWASKA                                           | Alberto Trionfi |
| 15 gennaio 2019   | Via della Reginella, 10 41°53′30.9″N 12°28′32.66″E                  | | QUI ABITAVA ANSELMO PAVONCELLO NATO 1921 ARRESTATO 4.5.1944 DEPORTATO AUSCHWITZ ASSASSINATO                                                                        | Anselmo Pavoncello |
| 15 gennaio 2019   | Piazza Benedetto Cairoli, 9 41°53′38.91″N 12°28′27.94″E             | | QUI ABITAVA VITTORIO MENASCI NATO 1908 ARRESTATO 21.4.1944 DEPORTATO AUSCHWITZ ASSASSINATO 2.2.1945 BUCHENWALD                                                     | Vittorio Menasci |
| 15 gennaio 2019   | Piazza Benedetto Cairoli, 9 41°53′38.91″N 12°28′27.94″E             | | QUI ABITAVA BENEDETTO DELL'ARICCIA NATO 1874 DEPORTATO AUSCHWITZ ASSASSINATO 30.6.1944                                                                             | Benedetto Dell'Ariccia |
| 15 gennaio 2019   | Via del Tritone, 46 41°54′08.48″N 12°28′59.6″E                      | | QUI ABITAVA NELLA MONTEFIORI NATA 1905 ARRESTATA 16.10.1943 DEPORTATA AUSCHWITZ ASSASSINATA 23.10.1943                                                             | Nella Montefiori |
| 15 gennaio 2019   | Via Gioberti, 47 41°53′55.34″N 12°30′01.03″E                        | | QUI FU ASSASSINATO 10.9.1943 CARLO DEL PAPA NATO 1929 | Carlo Del Papa - Studente, si unì a quei soldati italiani che resistettero all'intimazione tedesca di deporre le armi e lasciarsi imprigionare. In uno scontro impari presso la stazione Termini venne falciato dalla mitraglia. |
| 13 gennaio 2020   | Via del Portico d'Ottavia, 9 41°53′32.56″N 12°28′42.16″E            | | QUI ABITAVA ENRICO PAVONCELLO NATO 1912 ARRESTATO 16.10.1943 DEPORTATO AUSCHWITZ ASSASSINATO                                                                       | Enrico Pavoncello |
| 13 gennaio 2020   | Via del Portico d'Ottavia, 9 41°53′32.56″N 12°28′42.16″E            | | QUI ABITAVA ESTERINA DI VEROLI NATA 1912 ARRESTATA 16.10.1943 DEPORTATA AUSCHWITZ ASSASSINATA                                                                      | Esterina Di Veroli |
| 13 gennaio 2020   | Via del Portico d'Ottavia, 9 41°53′32.56″N 12°28′42.16″E            | | QUI ABITAVA GIUDITTA PAVONCELLO NATA 1937 ARRESTATA 16.10.1943 DEPORTATA AUSCHWITZ ASSASSINATA 23.10.1943                                                          | Giuditta Pavoncello |
| 13 gennaio 2020   | Via del Portico d'Ottavia, 9 41°53′32.56″N 12°28′42.16″E            | | QUI ABITAVA CESARE PAVONCELLO NATO 1942 ARRESTATO 16.10.1943 DEPORTATO AUSCHWITZ ASSASSINATO 23.10.1943                                                            | Cesare Pavoncello |
| 13 gennaio 2020   | Via del Portico d'Ottavia, 9 41°53′32.56″N 12°28′42.16″E            | | QUI ABITAVA LELLO DI SEGNI NATO 1926 ARRESTATO 16.10.1943 DEPORTATO AUSCHWITZ LIBERATO                                                                             | Lello Di Segni |
| 13 gennaio 2020   | Via della Reginella, 22 41°53′35.85″N 41°53′35.85″E                 | | QUI ABITAVA PACIFICO MOSCATO NATO 1908 ARRESTATO 5.5.1944 DEPORTATO AUSCHWITZ ASSASSINATO 20.10.1944                                                               | Pacifico Moscato |
| 13 gennaio 2020   | Via Santa Maria de' Calderari, 47 41°53′35.3″N 12°28′33.23″E        | | QUI ABITAVA ROBERTO VALABREGA NATO 1909 ARRESTATO 15.1.1944 DEPORTATO AUSCHWITZ ASSASSINATO                                                                        | Roberto Valabrega |
| 13 gennaio 2020   | Via Arenula, 41 41°53′32.78″N 12°28′29.73″E                         | | QUI ABITAVA PROSPERO SERMONETA NATO 1901 ARRESTATO 16.10.1943 DEPORTATO AUSCHWITZ ASSASSINATO FEB. 1944 VARSAVIA                                                   | Prospero Sermoneta |
| 13 gennaio 2020   | Via Arenula, 41 41°53′32.78″N 12°28′29.73″E                         | | QUI ABITAVA FAUSTA ZARFATI NATA 1899 ARRESTATA 16.10.1943 DEPORTATA AUSCHWITZ ASSASSINATA                                                                          | Fausta Zarfati |
| 13 gennaio 2020   | Via Arenula, 41 41°53′32.78″N 12°28′29.73″E                         | | QUI ABITAVA GIUSEPPE BENEDETTO SERMONETA NATO 1930 ARRESTATO 16.10.1943 DEPORTATO AUSCHWITZ ASSASSINATO                                                            | Giuseppe Benedetto Sermoneta |
| 13 gennaio 2020   | Via Arenula, 41 41°53′32.78″N 12°28′29.73″E                         | | QUI ABITAVA PACIFICO SERMONETA NATO 1931 ARRESTATO 16.10.1943 DEPORTATO AUSCHWITZ ASSASSINATO 23.10.1943                                                           | Pacifico Sermoneta |
| 13 gennaio 2020   | Via Arenula, 41 41°53′32.78″N 12°28′29.73″E                         | | QUI ABITAVA ALVARO SERMONETA NATO 1933 ARRESTATO 16.10.1943 DEPORTATO AUSCHWITZ ASSASSINATO 23.10.1943                                                             | Alvaro Sermoneta |
| 13 gennaio 2020   | Via delle Zoccolette, 11 41°53′31.23″N 12°28′25.66″E                | | QUI ABITAVA PIA DI CAVE NATA 1892 ARRESTATA 13.1.1944 DEPORTATA AUSCHWITZ ASSASSINATA                                                                              | Pia Di Cave |
| 13 gennaio 2020   | Piazza San Cosimato, 40 41°53′16.23″N 12°28′08.56″E                 | | QUI ABITAVA AMEDEO SERMONETA NATO 1903 ARRESTATO 31.3.1944 DEPORTATO AUSCHWITZ ASSASSINATO 22.3.1943 FLOSSENBURG                                                   | Amedeo Sermoneta |
| 13 gennaio 2020   | Via Luciano Manara, 21 41°53′16.51″N 12°28′08.17″E                  | | QUI ABITAVA BENEDETTO DI SEGNI NATO 1911 ARRESTATO 4.4.1944 DEPORTATO AUSCHWITZ LIBERATO                                                                           | Benedetto Di Segni |
| 13 gennaio 2020   | Via Amerigo Vespucci, 41 41°52′53.63″N 12°28′31.42″E                | | QUI ABITAVA ELEONORA ANAV NATA 1908 ARRESTATA 27.3.1944 DEPORTATA AUSCHWITZ ASSASSINATA                                                                            | Eleonora Anav |
| 13 gennaio 2020   | Via Amerigo Vespucci, 41 41°52′53.63″N 12°28′31.42″E                | | QUI ABITAVA LAZZARO SPIZZICHINO NATO 1899 ARRESTATO 27.3.1944 DEPORTATO AUSCHWITZ ASSASSINATO                                                                      | Lazzaro Spizzichino |
| 13 gennaio 2020   | Via della Reginella, 4 41°53′37.19″N 12°28′38.95″E                  | | QUI ABITAVA LELLO SAMUELE DI SEGNI NATO 1908 ARRESTATO 31.3.1944 DEPORTATO AUSCHWITZ ASSASSINATO 2.2.1945 DACHAU                                                   | Lello Samuele Di Segni |
| 13 gennaio 2020   | Largo Arenula, 26 41°53′41.41″N 12°28′35.34″E                       | | QUI ABITAVA TRANQUILLO DI VEROLI NATO 1902 ARRESTATO 9.2.1944 DEPORTATO AUSCHWITZ ASSASSINATO                                                                      | Tranquillo Di Veroli |
| 13 gennaio 2020   | Largo Arenula, 26 41°53′41.41″N 12°28′35.34″E                       | | QUI ABITAVA MARCO DI VEROLI NATO 1899 ARRESTATO 17.2.1944 DEPORTATO AUSCHWITZ ASSASSINATO 20.2.1945 BUCHENWALD                                                     | Marco Di Veroli |
| 14 gennaio 2020   | Piazza Prati degli Strozzi, 23 41°54′54.78″N 12°27′19.73″E          | | QUI ABITAVA SALVATORE CANALIS NATO 1908 ARRESTATO 14.3.1944 ASSASSINATO FOSSE ARDEATINE 24.3.1944                                                                  | Salvatore Canalis |
| 14 gennaio 2020   | Via Buccari, 10 41°54′42.41″N 12°27′12.53″E                         | | QUI ABITAVA GINO TAGLIACOZZO NATO 1897 ARRESTATO 14.2.1944 DEPORTATO AUSCHWITZ ASSASSINATO                                                                         | Gino Tagliacozzo' |
| 31 gennaio 2020   | Piazza Costaguti, 34 41°53′36.46″N 12°28′36.35″E                    | | QUI ABITAVA ARMANDA CALO' NATA 1913 ARRESTATA 2.2.1944 DEPORTATA AUSCHWITZ ASSASSINATA 23.5.1944                                                                   | Armanda Calo' |
| 31 gennaio 2020   | Piazza Costaguti, 34 41°53′36.46″N 12°28′36.35″E                    | | QUI ABITAVA CESIRA SED NATA 1942 ARRESTATA 2.2.1944 DEPORTATA AUSCHWITZ ASSASSINATA 23.5.1944                                                                      | Cesira Sed |
| 19 gennaio 2021   | Via del Portico D’Ottavia, 9 41°53′34.51″N 12°28′39.81″E            | | QUI ABITAVA GRAZIA AJO' NATA 1917 ARRESTATA 16.10.1943 DEPORTATA AUSCHWITZ ASSASSINATA 23.10.1943                                                                  | Grazia Ajo' (Roma, 11 ottobre 1917 - Auschwitz, 23 ottobre 1943), figlia di Giacobbe e Giulia Di Veroli, moglie di Mario Di Veroli, madre di Emma Di Veroli. Arrestata con la famiglia nel corso del rastrellamento del ghetto, 16 ottobre 1943, con loro è deportata nel Reich con destinazione Auschwitz. Assassinata all'arrivo al campo. |
| 19 gennaio 2021   | Via del Portico D’Ottavia, 9 41°53′34.51″N 12°28′39.81″E            | | QUI ABITAVA MARIO DI VEROLI NATO 1917 DEPORTATO AUSCHWITZ ASSASSINATO FEB.1944 VARSAVIA                                                                            | Mario Di Veroli (Milano, 13 aprile 1917 - Auschwitz, 31 gennaio 1944), figlio di Graziano e Emma Sabatello, marito di Grazia Ajò, genitore di Emma Di Veroli. Arrestato con la famiglia nel corso del rastrellamento del ghetto, 16 ottobre 1943, con loro è deportato nel Reich con destinazione Auschwitz. Assassinato il 31 gennaio 1944. |
| 19 gennaio 2021   | Via del Portico D’Ottavia, 9 41°53′34.51″N 12°28′39.81″E            | | QUI ABITAVA EMMA DI VEROLI NATA 1941 ARRESTATA 16.10.1943 DEPORTATA AUSCHWITZ ASSASSINATA 23.10.1943                                                               | Emma Di Veroli (Roma, 29 giugno 1941 - Auschwitz, 16 settembre 1944), figlia di Mario e Grazia Ajò, è arrestata con la famiglia nel corso del rastrellamento del ghetto, 16 ottobre 1943, con loro è deportata nel Reich con destinazione Auschwitz. Assassinata all'arrivo al campo. |
| 19 gennaio 2021   | Via Sant’Ambrogio, 30 41°53′37.32″N 12°28′39.58″E                   | | QUI ABITAVA LETIZIA TERRACINA NATA 1900 ARRESTATA 16.10.1943 DEPORTATA AUSCHWITZ ASSASSINATA 23.10.1943                                                            | Letizia Terracina (Albano Laziale, 14 marzo 1900 - Auschwitz, 23 ottobre 1943), figlia di Leone e Clelia Pavoncello, moglie di Angelo Pavoncello, madre di Camilla Pavoncello e Clelia Pavoncello. Arrestata con le figlie nel corso del rastrellamento del ghetto, 16 ottobre 1943, con loro è deportata nel Reich con destinazione Auschwitz. Assassinata all'arrivo al campo. |
| 19 gennaio 2021   | Via Sant’Ambrogio, 30 41°53′37.32″N 12°28′39.58″E                   | | QUI ABITAVA CAMILLA PAVONCELLO NATA 1925 ARRESTATA 16.10.1943 DEPORTATA AUSCHWITZ ASSASSINATA 23.10.1943                                                           | Camilla Pavoncello (Roma, 12 aprile 1925 - Auschwitz, 23 ottobre 1943), figlia di Angelo e Letizia Terracina, sorella di Clelia Pavoncello. Arrestata con la famiglia nel corso del rastrellamento del ghetto, 16 ottobre 1943, con loro è deportata nel Reich con destinazione Auschwitz. Assassinata all'arrivo al campo. |
| 19 gennaio 2021   | Via Sant’Ambrogio, 30 41°53′37.32″N 12°28′39.58″E                   | | QUI ABITAVA CLELIA PAVONCELLO NATA 1927 ARRESTATA 16.10.1943 DEPORTATA AUSCHWITZ ASSASSINATA 23.10.1943                                                            | Clelia Pavoncello (Roma, 30 maggio 1927 - Auschwitz, 20 ottobre 1943), figlia di Angelo e Letizia Terracina, sorella di Camilla Pavoncello è arrestata con la famiglia nel corso del rastrellamento del ghetto, 16 ottobre 1943, con loro è deportata nel Reich con destinazione Auschwitz. Assassinata all'arrivo al campo. |
| 19 gennaio 2021   | Via Arenula, 41 41°53′33.35″N 12°28′30.36″E                         | | QUI ABITAVA CARLO ZACCAGNINI NATO 1913 ARRESTATO 25.1.1944 ASSASSINATO 24.3.1944 FOSSE ARDEATINE                                                                   | Carlo Zaccagnini (Roma, 1 luglio 1913 - Eccidio delle Fosse Ardeatine, 24 marzo 1944), figlio Leopoldo e Grazia Emma Bandi, Avvocato, antifascista, partigiano, esponente del PDdL, in stretto contatto con il Colonnello Cordero di Montezemolo, cofondatore dell'Unione Democratica Nazionale. Arrestato in seguito a delazione, condotto al carcere di Via Tasso 15, assassinato nell'Eccidio delle Fosse Ardeatine, 24 marzo 1944. Medaglia d'oro al valor militare. |
| 19 gennaio 2021   | Piazza San Cosimato, 63 41°53′14.95″N 12°28′12.48″E                 | | QUI ABITAVA ALBERTO SPIZZICHINO NATO 1890 ARRESTATO 25.11.1943 DEPORTATO AUSCHWITZ ASSASSINATO                                                                     | Alberto Spizzichino (Roma, 07 novembre 1890 - Auschwitz, ???), figlio di Angelo e Orabona Picciaccio, marito di Costanza Di Porto, genitore di Norina. Arrestato, trasferito a Fossoli, quindi deportato ad Auschwitz. Non sopravvive alla Shoah. |
| 19 gennaio 2021   | Piazza San Cosimato, 63 41°53′14.95″N 12°28′12.48″E                 | | QUI ABITAVA COSTANZA DI PORTO NATA 1891 ARRESTATA 16.10.1943 DEPORTATA AUSCHWITZ ASSASSINATA                                                                       | Costanza Di Porto (Roma, 2 ottobre 1891 - Auschwitz, ???), figlia di Simantov e Bellina Limentani, moglie di Alberto Spizzichino, genitore di Norina. Arrestata con la figlia nel corso del rastrellamento del ghetto, 16 ottobre 1943, deportate entrambe nel Reich destinate a Auschwitz. Assassinate al loro arrivo al campo: 23 ottobre 1944. |
| 19 gennaio 2021   | Piazza San Cosimato, 63 41°53′14.95″N 12°28′12.48″E                 | | QUI ABITAVA NORINA SPIZZICHINO NATA 1924 ARRESTATA 16.10.1943 DEPORTATA AUSCHWITZ ASSASSINATA                                                                      | Norina Spizzichino (Roma, 20 settembre 1924 - Auschwitz, 16 settembre 1944), figlia di Alberto Spizzichino e Costanza Di Porto, è arrestata con la madre nel corso del rastrellamento del ghetto, 16 ottobre 1943, e deportata nel Reich destinata ad Auschwitz. Assassinata all'arrivo al campo. |
| 19 gennaio 2021   | Piazza San Cosimato, 63 41°53′14.95″N 12°28′12.48″E                 | | QUI ABITAVA ARMANDO PACE NATO 1913 ARRESTATO 11.4.1944 DEPORTATO AUSCHWITZ ASSASSINATO                                                                             | Armando Pace (Roma, 20 gennaio 1913 - Auschwitz, ???), figlio di Umberto e Rosina Bondi, marito di Lina Spizzichino, dopo l'arresto a Roma trasferito a Fossoli, a cui segue la deportazione a Auschwitz. Non sopravvive alla Shoah. |
| 20 gennaio 2022   | Piazza Santi Apostoli, 81 41°53′53.53″N 12°28′57.63″E               | | QUI ABITAVA JULIA SÜSSMANN NATA 1887 ARRESTATA 16.10.1943 DEPORTATA AUSCHWITZ ASSASSINATA 23.10.1943                                                               | Julia Süssmann (Breslavia, 21 ottobre 1887 - Auschwitz, 23 ottobre 1943), figlia di Moritz e Selma Demschert, moglie di Ludwig Pollak. Arrestata con il marito e i di lui due figlii Susanna Pollak e Wolfgang Pollak nel corso del rastrellamento del ghetto, 16 ottobre 1943, con loro è deportata nel Reich con destinazione Auschwitz. Assassinata all'arrivo al campo. |
| 20 gennaio 2022   | Piazza Santi Apostoli, 81 41°53′53.53″N 12°28′57.63″E               | | QUI ABITAVA LUDWIG POLLAK NATO 1868 ARRESTATO 16.10.1943 DEPORTATO AUSCHWITZ ASSASSINATO 23.10.1943                                                                | Ludwig Pollak (Praga, 14 settembre 1868 - Auschwitz, 23 ottobre 1944), figlio di Adolfo e Carolina Schlosser, marito di Julia Süssmann, padre di Susanna e Wolfgang. Arrestato con la famiglia nel corso del rastrellamento del ghetto, 16 ottobre 1943, con loro è deportato nel Reich con destinazione Auschwitz. Assassinato all'arrivo al campo, 23 ottobre 1944. |
| 20 gennaio 2022   | Piazza Santi Apostoli, 81 41°53′53.53″N 12°28′57.63″E               | | QUI ABITAVA SUSANNA POLLAK NATA 1910 ARRESTATA 16.10.1943 DEPORTATA AUSCHWITZ ASSASSINATA 23.10.1943                                                               | Susanna Pollak (Roma, 09 dicembre 1910 - Auschwitz, 23 ottobre 1944), figlia di Ludwig Pollak e Margherita Brenner, è arrestata con la famiglia nel corso del rastrellamento del ghetto, 16 ottobre 1943, con loro è deportata nel Reich con destinazione Auschwitz. Assassinata all'arrivo al campo. |
| 20 gennaio 2022   | Piazza Santi Apostoli, 81 41°53′53.53″N 12°28′57.63″E               | | QUI ABITAVA WOLFGANG POLLAK NATO 1902 ARRESTATO 16.10.1943 DEPORTATO AUSCHWITZ ASSASSINATO 23.10.1943                                                              | Wolfgang Pollak (Praga, 01 dicembre 1902 - Auschwitz, 23 ottobre 1943), figlio di Ludwig Pollak e Margherita Brenner, fratello di Susanna. Arrestato con i genitori e la sorella nel corso del rastrellamento del ghetto, 16 ottobre 1943, con loro è deportato nel Reich con destinazione Auschwitz. Assassinato all'arrivo al campo. |
| 20 gennaio 2022   | Via Arenula, 16 41°53′37.55″N 12°28′33.23″E                         | | QUI ABITAVA ITALIA PERUGIA NATA 1890 ARRESTATA 16.10.1943 DEPORTATA AUSCHWITZ ASSASSINATA                                                                          | Italia Perugia (Roma, 14 luglio 1890 - Auschwitz, ???), figlia di Israele e Benvenuta Di Veroli, moglie di Cesare Piperno. Arrestata col marito nel corso del rastrellamento del ghetto, 16 ottobre 1943, è deportata nel Reich con destinazione Auschwitz. Non sopravvive alla Shoah. |
| 20 gennaio 2022   | Via Arenula, 16 41°53′37.55″N 12°28′33.23″E                         | | QUI ABITAVA CESARE PIPERNO NATA 1881 ARRESTATO 16.10.1943 DEPORTATO AUSCHWITZ ASSASSINATO 23.10.1943                                                               | Cesare Piperno (Roma, 6 gennaio 1881 - Auschwitz, 23 ottobre 1943), figlio di Giacomo e Rosa Della Seta, coniuge di Italia Perugia. Arrestato con la moglie nel corso del rastrellamento del ghetto, 16 ottobre 1943, è deportato nel Reich con destinazione Auschwitz. Assassinato all'arrivo al campo. |
| 20 gennaio 2022   | Via Dei Giubbonari, 30 41°53′39.77″N 12°28′25.95″E                  | | QUI ABITAVA SETTIMIO LIMENTANI NATO 1919 ARRESTATO 8.5.1944 DEPORTATO AUSCHWITZ LIBERATO                                                                           | Settimio Limentani (Roma, 29 aprile 1919 - ???, ???), figlio di David Limentani e Virginia Piperno. Arrestato in seguito a delazione, portato prima al Commissariato di Piazza Farnese, poi a Regina Coeli, quindi Fossoli da dove è deportato ad Auschwitz giungendovi il 30 giugno 1944. I nazisti in fuga all'avvicinarsi degli uomini dell'Armata Rossa, lo abbandonano nell'infermeria del campo. Sopravvive e fa ritorno a casa. |
| 20 gennaio 2022   | Via Dei Giubbonari, 30 41°53′39.77″N 12°28′25.95″E                  | | QUI ABITAVA DAVID LIMENTANI NATO 1890 ARRESTATO 16.3.1944 ASSASSINATO 24.3.1944 FOSSE ARDEATINE                                                                    | David Limentani (Roma, 27 maggio 1890 - Eccidio delle Fosse Ardeatine, 24 marzo 1944), figlio di Sabato e Rosa Sabatello, genitore di Settimio Limentani. Arrestato nel corso del rastrellamento del ghetto, 16 ottobre 1943. Tra le vittime dell'Eccidio delle Fosse Ardeatine, 24 marzo 1944. |
| 20 gennaio 2022   | Vicolo Costaguti, 23 41°53′36.53″N 12°28′36.86″E                    | | QUI ABITAVA SETTIMIA DI VEROLI NATA 1879 ARRESTATA 16.10.1943 DEPORTATA AUSCHWITZ ASSASSINATA 23.10.1943                                                           | Settimia Di Veroli (Roma, 5 luglio 1879 - Auschwitz, 23 ottobre 1943), figlia di Angelo e Giuditta Calò, moglie di Isacco Di Nepi, genitore di Giuseppe Di Nepi. Arrestata nel corso del rastrellamento del ghetto, 16 ottobre 1943, deportata nel Reich destinata a Auschwitz. Assassinata all' arrivo al campo: 23 ottobre 1944. |
| 20 gennaio 2022   | Vicolo Costaguti, 23 41°53′36.53″N 12°28′36.86″E                    | | QUI ABITAVA GIUSEPPE DI NEPI NATO 1910 ARRESTATAO 21.2.1944 DEPORTATO AUSCHWITZ ASSASSINATO 15.12.1944                                                             | Giuseppe Di Nepi (Subiaco, 11 febbraio 1910 - Auschwitz, 15 dicembre 1944), figlio di Isacco e Settimia Di VeroliDi Porto. Dopo l'arresto a Roma è trasferito a Fossoli e da qui deportato nel Reich destinato ad Auschwitz dove muore il 15 dicembre 1944. |
| 20 gennaio 2022   | Via della Reginella, 6 41°53′36.64″N 12°28′38.74″E                  | | QUI ABITAVA ROSA DI SEGNI NATA 1916 ARRESTATA 31.3.1944 DEPORTATA AUSCHWITZ LIBERATA                                                                               | Rosa Di Segni (Roma, 18 ottobre 1916 - ???, ???), figlia di Sabatino e Letizia Di Castro. Dopo l'arresto a Roma è trasferita a Fossoli quindi deportata a Auschwitz. Sopravvive e fa ritorno a casa. |
| 20 gennaio 2022   | Via Catalana, 5 41°53′32.06″N 12°28′41.7″E                          | | QUI ABITAVA TRANQUILLO SABATELLO NATO 1897 ARRESTATO 6.2.1944 DEPORTATO AUSCHWITZ LIBERATO                                                                         | Tranquillo Sabatello (Roma, 29 luglio 1897 - ???, ???), figlio di Settimio e Celeste Sonnino, coniuge di Enrichetta Astrologo, genitore di Settimio, Carlo Salvatore. Dopo l'arresto a Roma, è trasferito a Fossoli quindi deportato a Auschwitz dove giunge il 23 maggio 1944. Sopravvive ed è liberato l'8 maggio 1945. |
| 20 gennaio 2022   | Via Catalana, 5 41°53′32.06″N 12°28′41.7″E                          | | QUI ABITAVA ENRICHETTA ASTROLOGO NATA 1904 ARRESTATA 6.4.1944 DEPORTATA AUSCHWITZ ASSASSINATA 23.5.1944                                                            | Enrichetta Astrologo (Roma, 12 novembre 1904 - Auschwitz, 23 maggio 1944), figlia di Italia Sermoneta, moglie di Tranquillo Sabatello, madre di Settimio e Carlo Salvatore. Arrestata a Roma col figlio Salvatore, è con lui trasferita a Fossoli prima, quindi deportata nel Reich con destinazione Auschwitz. Assassinata all'arrivo al campo, 23 maggio 1944. |
| 20 gennaio 2022   | Via Catalana, 5 41°53′32.06″N 12°28′41.7″E                          | | QUI ABITAVA CARLO SALVATORE SABATELLO NATO 1932 ARRESTATO 6.2.1944 DEPORTATO AUSCHWITZ ASSASSINATO 23.5.1944                                                       | Carlo Salvatore Sabatello (Roma, 07 luglio 1932 - Auschwitz, 23 maggio 1944), figlio di Tranquillo Sabatello e Enrichetta Astrologo, fratello di Settimio, arrestato con la madre e trasferito a Fossoli, quindi deportato nel Reich con destinazione Auschwitz. Assassinato all'arrivo al campo. |
| 20 gennaio 2022   | Via Catalana, 5 41°53′32.06″N 12°28′41.7″E                          | | QUI ABITAVA SETTIMIO SABATELLO NATO 1925 ARRESTATO 30.3.1944 DEPORTATO AUSCHWITZ ASSASSINATO AGOSTO 1944                                                           | Settimio Sabatello (Roma, 04 settembre 1925 - Auschwitz, 31 luglio 1944), figlio di Tranquillo Sabatello e Enrichetta Astrologo, fratello di Salvatore. Arrestato a Roma, trasferito a Fossoli, quindi deportato nel Reich col medesimo convoglio dei familiari, con destinazione Auschwitz. Assassinato il 31 luglio 1944. |
| 20 gennaio 2022   | Via S.Angelo in Pescheria, 34 41°53′35.5″N 12°28′42.34″E            | | QUI ABITAVA LAZZARO MOSCATO NATA 1878 ARRESTATO 16.10.1943 DEPORTATO AUSCHWITZ ASSASSINATO 23.10.1943                                                              | Lazzaro Moscato (Roma, 14 maggio 1878 - Auschwitz, 23 ottobre 1943), figlio di Giuseppe e Ricca Sereni, marito di Chiara Limentani. Arrestato con la moglie nel corso del rastrellamento del ghetto, 16 ottobre 1943, è deportato ad Auschwitz. Assassinato all'arrivo al campo. |
| 20 gennaio 2022   | Via S.Angelo in Pescheria, 34 41°53′35.5″N 12°28′42.34″E            | | QUI ABITAVA CHIARA LIMENTANI NATA 1889 ARRESTATA 16.10.1943 DEPORTATA AUSCHWITZ ASSASSINATA 23.10.1943                                                             | Chiara Limentani (Roma, 3 marzo 1889 - Auschwitz, 23 ottobre 1943), figlia di Giacomo e Serafina Perugia, coniuge di Lazzaro Moscato. Arrestata col marito nel corso del rastrellamento del ghetto, 16 ottobre 1943, è deportata nel Reich con destinazione Auschwitz. Assassinata all'arrivo al campo. |
| 20 gennaio 2022   | Piazza S.Rufina, 2a 41°53′21.79″N 12°28′20.88″E                     | | QUI ABITAVA ANGELO SPIZZICHINO NATO 1897 ARRESTATO 18.4.1944 DEPORTATO AUSCHWITZ ASSASSINATO                                                                       | Angelo Spizzichino (Roma, 04 novembre 1897 - Auschwitz, 6 settembre 1944), figlio di Giacobbe e Stella Anticoli, arrestato a Roma, quindi Fossoli da dove è deportato ad Auschwitz giungendovi il 30 giugno 1944. Non sopravvive alla Shoah. |
| 20 gennaio 2022   | Via Cola di Rienzo, 173 41°54′28.48″N 12°27′51.04″E                 | | QUI ABITAVA ANGELO MILANO NATO 1870 ARRESTATO 16.10.1943 DEPORTATO AUSCHWITZ ASSASSINATO 23.10.1943                                                                | Angelo Milano (Roma, 02 febbraio 1870 - Auschwitz, 23 ottobre 1943), figlio di Aron Adolfo e Stella Rosselli, è arrestato nel corso del rastrellamento del ghetto, 16 ottobre 1943, deportato ad Auschwitz è assassinato all'arrivo al campo. |
| 20 gennaio 2022   | Viale delle Milizie, 11 41°54′38.59″N 12°27′25.53″E                 | | QUI ABITAVA ENZO CAMERINO NATO 1928 ARRESTATO 16.10.1943 DEPORTATO AUSCHWITZ LIBERATO                                                                              | Enzo Camerino (Roma, 5 luglio 1928 - Montreal, 02 dicembre 2014 ), figlio di Italo e Giulia Di Corie, fratello di Luciano Camerino, è arrestato col fratello nel corso del rastrellamento del ghetto, 16 ottobre 1943. Deportati entrambi ad Auschwitz, entrambi sopravvivono e fanno ritorno a casa. |
| 20 gennaio 2022   | Viale delle Milizie, 11 41°54′38.59″N 12°27′25.53″E                 | | QUI ABITAVA LUCIANO CAMERINO NATO 1926 ARRESTATAO 16.10.1943 DEPORTATO AUSCHWITZ LIBERATO                                                                          | Luciano Camerino (Roma, 23 luglio 1926 - Firenze, 1 novembre 1966), figlio di Italo e Giulia Di Corie, fratello di Enzo Camerino, è arrestato col fratello nel corso del rastrellamento del ghetto, 16 ottobre 1943. Deportati entrambi ad Auschwitz, entrambi sopravvivono e fanno ritorno a casa. |
| 9 gennaio 2023    | Vicolo Costaguti, 24 41°53′36.21″N 12°28′37.48″E                    | | QUI ABITAVA CLELIA PERUGIA NATA 1908 ARRESTATA 16.10.1943 DEPORTATA AUSCHWITZ ASSASSINATA                                                                          | Clelia Perugia (Roma, 24 febbraio 1908 - Auschwitz, ???), figlia di Salomone e Rebecca Fatuccie, sorella di Marcella Perugia. Con la sorella, è arrestata nel corso del rastrellamento del ghetto, 16 ottobre 1943, deportata a Auschwitz. Non sopravvive alla Shoah. |
| 9 gennaio 2023    | Vicolo Costaguti, 24 41°53′36.21″N 12°28′37.48″E                    | | QUI ABITAVA MARCELLA PERUGIA NATA 1920 ARRESTATA 16.10.1943 DEPORTATA AUSCHWITZ ASSASSINATA 24.7.1944                                                              | Marcella Perugia (Roma, 26 maggio 1920 - Auschwitz, 24 luglio 1944), figlia di Salomone e Rebecca Fatuccie, genitore di Giuditta Di Veroli e Pacifico Di Veroli, sorella di Clelia Perugia. Con la sorella e i due figli è arrestata nel corso del rastrellamento del ghetto, 16 ottobre 1943, deportata a Auschwitz. Assassinata il 24 luglio 1944. |
| 9 gennaio 2023    | Vicolo Costaguti, 24 41°53′36.21″N 12°28′37.48″E                    | | QUI ABITAVA GIUDITTA DI VEROLI NATA 1937 ARRESTATA 16.10.1943 DEPORTATA AUSCHWITZ ASSASSINATA 23.10.1943                                                           | Giuditta Di Veroli (Roma, 17 novembre 1937 - Auschwitz, 23 ottobre 1943), figlia di Cesare e Marcella Perugia, sorella di Pacifico Di Veroli. Arrestata con la sua famiglia nel corso del rastrellamento del ghetto, 16 ottobre 1943, è deportata nel Reich con destinazione Auschwitz. Assassinata all'arrivo al campo. |
| 9 gennaio 2023    | Vicolo Costaguti, 24 41°53′36.21″N 12°28′37.48″E                    | | QUI ABITAVA PACIFICO DI VEROLI NATO 1938 ARRESTATO 16.10.1943 DEPORTATO AUSCHWITZ ASSASSINATO 23.10.1943                                                           | Pacifico Di Veroli (Roma, 29 novembre 1938 - Auschwitz, 23 ottobre 1943), figlio di Cesare e Marcella Perugia, fratello di Giuditta Di Veroli. Arrestato con la sua famiglia nel corso del rastrellamento del ghetto, 16 ottobre 1943, è deportato nel Reich con destinazione Auschwitz. Assassinato all'arrivo al campo. |
| 9 gennaio 2023    | Via Portico D’Ottavia, 1 41°53′35.77″N 12°28′37.32″E                | | QUI ABITAVA ELENA DI PORTO NATA 1912 ARRESTATA 16.10.1943 DEPORTATA AUSCHWITZ ASSASSINATA                                                                          | Elena Di Porto (Roma, 11 novembre 1912 - Auschwitz, ???), figlia di Angelo e Grazia Astrologo, antifascista, partigiana. Insofferente ai nazifascisti è assegnata al confino di polizia in Sicilia dal 1940 al 1942; già dall'8 settembre 1943 organizza una squadra di giovani ebrei del ghetto di Roma e combatte a Porta San Paolo. Sfugge al rastrellamento del ghetto, 16 ottobre 1943, ma si consegna alle SS venuta a conoscenza della deportazione dei familiari. Il 18 ottobre 1943 è deportata da Roma ad Auschwitz. Non sopravvive alla Shoah. |
| 9 gennaio 2023    | via della Reginella, 27 41°53′35.44″N 12°28′38.32″E                 | | QUI ABITAVA VITALE DI PORTO NATO 1882 ARRESTATAO 6.5.1944 DEPORTATO AUSCHWITZ ASSASSINATO 30.6.1944                                                                | Vitale Di porto (Roma, 25 novembre 1882 - Auschwitz, 30 giugno 1944), figlio di Laudadio e Regina Di Tivoli, genitore di Fulvio Di Porto. Dopo l'arresto a Roma è trasferito a Fossoli e da qui deportato nel Reich destinato ad Auschwitz giungendovi il 30 giugno 1944. Assassinato all'arrivo al campo. |
| 9 gennaio 2023    | via della Reginella, 27 41°53′35.44″N 12°28′38.32″E                 | | QUI ABITAVA FULVIO DI PORTO NATO 1919 ARRESTATO 16.10.1943 DEPORTATO AUSCHWITZ ASSASSINATO 23.10.1943                                                              | Fulvio Di Porto (Roma, 5 settembre 1919 - Auschwitz, 23 ottobre 1943), figlio di Vitale di Porto e Grazia Vivanti. Arrestato nel corso del rastrellamento del ghetto, 16 ottobre 1943, è deportato ad Auschwitz. Assassinato all'arrivo al campo: 23 ottobre 1943. |
| 9 gennaio 2023    | Via Dandolo, 6 41°53′08.91″N 12°28′08.84″E                          | | QUI ABITAVA MICHELE EZIO SPIZZICHINO NATO 1908 ARRESTATO 3.2.1944 DEPORTATO AUSCHWITZ ASSASSINATO                                                                  | Michele Ezio Spizzichino (Roma, 15 ottobre 1908 - Auschwitz, ???), figlio di Giacobbe e Marietta Piattelle. Dopo l'arresto a Roma, è trasferito a Fossoli quindi deportato a Auschwitz dove giunge il 23 maggio 1944. Non sopravvive alla Shoah. |
| 9 gennaio 2023    | Via Dandolo, 6 41°53′08.91″N 12°28′08.84″E                          | | QUI ABITAVA AURELIO SPAGNOLETTO NATO 1905 ARRESTATO 3.2.1944 DEPORTATO AUSCHWITZ ASSASSINATO                                                                       | Aurelio Spagnoletto (Roma, 24 febbraio 1905 - Auschwitz, 30 novembre 1944), figlio di Leonardo e Gemma Di Consiglio. Dopo l'arresto a Roma, è trasferito a Fossoli quindi deportato a Auschwitz dove giunge il 23 maggio 1944. Non sopravvive alla Shoah. |
| 9 gennaio 2023    | Via dei Fienaroli, 36 41°53′20.06″N 12°28′18.5″E                    | | QUI ABITAVA ELIO PAVONCELLO NATO 1919 ARRESTATO 16.10.1943 DEPORTATO AUSCHWITZ ASSASSINATO                                                                         | Elio Pavoncello (Roma, 27 settembre 1919 - Auschwitz, ???), figlio di Angelo e Cesira Di Segni, arrestato nel corso del rastrellamento del ghetto, 16 ottobre 1943, deportato nel Reich con destinazione Auschwitz. Non sopravvive alla Shoah. |
| 9 gennaio 2023    | Piazza S. Maria Liberatrice, 18 41°52′48.05″N 12°28′31.94″E         | | QUI ABITAVA MARIO ANTICOLI NATO 1921 ARRESTATO 30.3.1944 DEPORTATO AUSCHWITZ ASSASSINATO                                                                           | Mario Anticoli (Roma, 21 aprile 1921 - Auschwitz, ???), figlio di Giuseppe e Rachele Pace. Dopo l'arresto a Roma, è trasferito a Fossoli quindi deportato a Auschwitz dove giunge il 23 maggio 1944. Non sopravvive alla Shoah. |
| 9 gennaio 2023    | Viale Giulio Cesare, 62 41°54′34.29″N 12°27′27.17″E                 | | QUI ABITAVA PELLEGRINO SERMONETA NATO 1882 ARRESTATO 16.10.1943 DEPORTATO AUSCHWITZ ASSASSINATO 23.10.1943                                                         | Pellegrino Sermoneta (Roma, 11 agosto 1882 - Auschwitz, 23 ottobre 1943), figlio di Angelo e Stella Bondi, arrestato nel corso del rastrellamento del ghetto, 16 ottobre 1943, deportato nel Reich con destinazione Auschwitz, assassinato all'arrivo al campo: 23 ottobre 1943. |
| 9 gennaio 2023    | Viale Giulio Cesare, 62 41°54′34.29″N 12°27′27.17″E                 | | QUI ABITAVA EMMA PIAZZA SED NATA 1890 ARRESTATA 16.10.1943 DEPORTATA AUSCHWITZ ASSASSINATA                                                                         | Emma Piazza Sed (Subiaco, 4 marzo 1890 - Auschwitz, ???), figlia di Emanuele e Allegra Sermoneta sorella di Camilla Piazza Sed. Arrestata con la sorella nel corso del rastrellamento del ghetto, 16 ottobre 1943, è deportata nel Reich con destinazione Auschwitz. Non sopravvive alla Shoah. |
| 9 gennaio 2023    | Viale Giulio Cesare, 62 41°54′34.29″N 12°27′27.17″E                 | | QUI ABITAVA CAMILLA PIAZZA SED NATA 1892 ARRESTATA 16.10.1943 DEPORTATA AUSCHWITZ ASSASSINATA                                                                      | Camilla Piazza Sed (Subiaco, 24 marzo 1892 - Auschwitz, ???), figlia di Emanuele e Allegra Sermoneta sorella di Emma Piazza Sed. Arrestata con la sorella nel corso del rastrellamento del ghetto, 16 ottobre 1943, è deportata nel Reich con destinazione Auschwitz. Non sopravvive alla Shoah. |
| 9 gennaio 2023    | Via Germanico, 162 41°54′30.46″N 12°27′36.85″E                      | | QUI ABITAVA FEDERICO UBERTI NATO 1880 ARRESTATO 20.12.1943 DEPORTATO MAUTHAUSEN ASSASSINATO 5.10.1944 HARTHEIM                                                     | Federico Uberti (Roma, 1880 - castello di Hartheim, 5 ottobre 1944), arrestato dai fascisti catturato dai fascisti nella sua abitazione dove offre nascondiglio all'amico ebreo Angelo Pavoncello e suo figlio Vittorio. Deportato nel Reich destinazione Mauthausen quindi il castello di Hartheim dove è assassinato il 5 ottobre 1944. I Pavoncello si salvarono. |
| 9 gennaio 2023    | Via Silla, 6 41°54′33.24″N 12°27′33.98″E                            | | QUI FU ARRESTATO OTELLO DI PEPPE D'ALCIDE 1.2.1944 NATO 1890 ASSASSINATO 24.3.1944 FOSSE ARDEATINE                                                                 | Otello Di Peppe D'Alcide (Chieti, 31 maggio 1890 - Eccidio delle Fosse Ardeatine, 24 marzo 1944), figlio di Menotti e Antonietta Di Grecchio, falegname, attivista del PCdI, partigiano, conserva importanti documenti nella sua abitazione che funge anche da rifugio per perseguitati e punto di riferimento per la Resistenza. Arrestato dalle SS, tradotto al carcere di Via Tasso 15, quindi Regina Coeli. Tra le vittime dell'Eccidio delle Fosse Ardeatine, 24 marzo 1944. |
| 9 gennaio 2023    | Via San Tommaso D’Aquino, 32 41°54′40.56″N 12°26′54″E               | | QUI ABITAVA ALDO ELUISI NATO 1898 ARRESTATAO 2.3.1944 ASSASSINATO 24.3.1944 FOSSE ARDEATINE                                                                        | Aldo Eluisi (Venezia, 23 luglio 1926 - Eccidio delle Fosse Ardeatine, 24 marzo 1944), valoroso combattente nella Grande Guerra, antifascista, partigiano di tendenze anarchiche, vicino al Partito d'Azione, tra i fondatori del'emanazione romana di Giustizia e Libertà, tra i resistenti di Porta San Paolo. Arrestato in seguito a tradimento di un delatore, rinchiuso a Regina Coeli. Tra le vittime dell'Eccidio delle Fosse Ardeatine, 24 marzo 1944. Medaglia d'oro al valor militare. |
| 8 gennaio 2024    | Via Santa Maria del Pianto, 10 41°53′36.19″N 12°28′34.62″E          | | QUI ABITAVA PACIFICO DI CONSIGLIO NATO 1927 ARRESTATO 18.2.1944 DEPORTATO AUSCHWITZ ASSASSINATO 24.11.1944                                                         | Pacifico Di Consiglio (Roma, 31 agosto 1927 - Auschwitz, 24 novembre 1944), figlio di Alberto e Fortunata Perugia, sfuggito al rastrellamento del ghetto, del 16 ottobre 1943, è catturato il febbraio successivo e tradotto a Fossoli quindi deportato ad Auschwitz dove muore il 240novembre 1944. |
| 8 gennaio 2024    | Via Portico D’Ottavia, 9 41°53′34.48″N 12°28′39.84″E                | | QUI ABITAVA SETTIMIO DELLA ROCCA NATO 1899 ARRESTATO 25.11.1943 DEPORTATO AUSCHWITZ ASSASSINATO 2.5.1945                                                           | Settimio Della Rocca (Roma, 11 aprile 1899 - Auschwitz, 02 maggio 1945), figlio di Samuele Leone e Benvenuta Sabatello. Dopo l'arresto a Roma è tradotto a Fossoli, quindi deportato a Auschwitz dove giunge il 10 aprile 1944. Assassinato il 2 giugno 1945. |
| 8 gennaio 2024    | Via della Luce, 3 41°53′20.8″N 12°28′32.98″E                        | | QUI ABITAVA CESARE DI CAVE NATO 1893 ARRESTATO 16.10.1943 DEPORTATO AUSCHWITZ ASSASSINATO 28.2.1944                                                                | Cesare Di Cave (Cave, 08 giugno 1893 - Auschwitz, 28 febbraio 1944), figlio di Samuele e Elisa Terracina, coniuge di Elvira Bemporad, padre di Elisa e Betta, nonno di Emma Di Nepi. Arrestato con i familiari nel corso del rastrellamento del ghetto, 16 ottobre 1943. deportati nel Reich con destinazione Auschwitz. Cesare muore il 28 febbraio 1944. |
| 8 gennaio 2024    | Via della Luce, 3 41°53′20.8″N 12°28′32.98″E                        | | QUI ABITAVA ELVIRA BEMPORAD NATA 1892 ARRESTATA 16.10.1943 DEPORTATA AUSCHWITZ ASSASSINATA                                                                         | Elvira Bemporad (Roma, 16 marzo 1892 - Auschwitz, 23 ottobre 1943), figlia di Samuele e Bettina Anticoli, è arrestata con il marito Cesare Di Cave, le figlie Betta, Elisa la di lei figlia Emma Di Nepi nel corso del rastrellamento del ghetto, 16 ottobre 1943, a cui fa seguito la deportazione nel Reich con destinazione Auschwitz. Non sopravvive alla Shoah. |
| 8 gennaio 2024    | Via della Luce, 3 41°53′20.8″N 12°28′32.98″E                        | | QUI ABITAVA ELISA DI CAVE NATA 1918 ARRESTATA 16.10.1943 DEPORTATA AUSCHWITZ ASSASSINATA                                                                           | Elisa Di Cave (Roma, 20 novembre 1918 - Auschwitz, 23 ottobre 1943), figlia di Cesare Di Cave e Elvira Bemporad; con la propria figlia Emma Di Nepi, la sorella Betta ed i genitori è arrestata nel corso del rastrellamento del ghetto, 16 ottobre 1943, a cui fa seguito la deportazione nel Reich con destinazione Auschwitz. Non sopravvive alla Shoah. |
| 8 gennaio 2024    | Via della Luce, 3 41°53′20.8″N 12°28′32.98″E                        | | QUI ABITAVA BETTA DI CAVE NATA 1925 ARRESTATA 16.10.1943 DEPORTATA AUSCHWITZ ASSASSINATA                                                                           | Betta Di Cave (Roma, 8 maggio 1925 - Auschwitz, 23 ottobre 1943), figlia di Cesare Di Cave e Elvira Bemporad; con i genitori, la sorella Betta e la nipote Emma Di Nepi, è arrestata nel corso del rastrellamento del ghetto, 16 ottobre 1943, a cui fa seguito la deportazione nel Reich con destinazione Auschwitz. Non sopravvive alla Shoah. |
| 8 gennaio 2024    | Via della Luce, 3 41°53′20.8″N 12°28′32.98″E                        | | QUI ABITAVA EMMA DI NEPI NATA 1940 ARRESTATA 16.10.1943 DEPORTATA AUSCHWITZ ASSASSINATA                                                                            | Emma Di Nepi (Roma, 20 settembre 1940 - Auschwitz, 23 ottobre 1943), figlia di Ezio e Elisa Di Cave. Arrestata nel corso del rastrellamento del ghetto, 16 ottobre 1943, con la madre, zia, nonni e segue il loro tragico destino: deportazione ad Auschwitz, assassinata all'arrivo al campo: 23 ottobre 1943. |
| 8 gennaio 2024    | Via dei Marescotti, 4 41°53′08.87″N 12°28′20.03″E                   | | QUI ABITAVA GIACOMO DI VEROLI NATO 1878 ARRESTATO 27.3.1944 DEPORTATO AUSCHWITZ ASSASSINATO /small>                                                                | Giacomo Di Veroli (Roma, 29 dicembre 1878 - Auschwitz, 23 maggio 1944), figlio di Abramo e Perla Piperno, marito di Erminia Rosa Manasse, genitore di Ugo Giorgio Di Veroli, è con loro arrestato a Roma il 27 marzo 1944, quindi trasferito a Fossoli, infine deportato a Auschwitz dove giunge il 23 maggio 1944. Non sopravvive alla Shoah. |
| 8 gennaio 2024    | Via dei Marescotti, 4 41°53′08.87″N 12°28′20.03″E                   | | QUI ABITAVA ERMINIA ROSA MANASSE NATA 1879 ARRESTATA 27.3.1944 DEPORTATA AUSCHWITZ ASSASSINATA 23.5.1944                                                           | Erminia Rosa Manasse (Roma, 15 novembre 1879 - Auschwitz, 23 maggio 1944), figlia di Faier e Perla Modigliani, coniuge di Giacomo Di Veroli, madre di Ugo di Veroli, con la famiglia è arrestata a Roma, quindi trasferita a Fossoli per essere deportata a Auschwitz dove giunge il 23 maggio 1944. Assassinata all'arrivo al campo. |
| 8 gennaio 2024    | Via dei Marescotti, 4 41°53′08.87″N 12°28′20.03″E                   | | QUI ABITAVA UGO DI VEROLI NATO 1919 ARRESTATO 27.3.1944 DEPORTATO AUSCHWITZ ASSASSINATO                                                                            | Ugo Di Veroli (Caprarola, 19 ottobre 1919 - Auschwitz, ???), figlio di Giacomo Di Veroli e Erminia Rosa Manasse, con loro arrestato a Roma il 27 marzo 1944, quindi trasferito a Fossoli, infine deportato a Auschwitz dove giunge il 23 maggio 1944. Non sopravvive alla Shoah. |
| 8 gennaio 2024    | Via G.Mameli, 30 41°53′15.1″N 12°28′02.76″E                         | | QUI ABITAVA EMANUELE TERRACINA NATO 1885 ARRESTATO 5.5.1944 DEPORTATO AUSCHWITZ ASSASSINATO 30.6.1944                                                              | Emanuele Terracina (Roma, 22 marzo 1885 - Auschwitz, 30 giugno 1944), figlio di Sabato e Artemisia Della Rocca, venduto per 5000 lire dell'epoca ai nazifascisti dal proprio barbiere. Dopo l'arresto a Roma del 5 maggio 1944, è trasferito a Fossoli quindi deportato a Auschwitz dove giunge il 30 giugno 1944. Assassinato all'arrivo al campo. |
| 8 gennaio 2024    | Via F.Zuccari, 3 41°52′40.45″N 12°29′05.17″E                        | | | Oreste Cerroni |
| 8 gennaio 2024    | Via Nazionale, 251 41°54′06.79″N 12°29′40.95″E                      | | QUI ABITAVA PAOLINA DEL VECCHIO NATA 1877 ARRESTATA 16.10.1943 DEPORTATA AUSCHWITZ ASSASSINATA                                                                     | Paolina Del VecchioSed (Mantova, 8 dicembre 1877 - Auschwitz, 23 ottobre 1943), figlia di Giulio Cesare e Clara Norsa. Arrestata nel corso del rastrellamento del ghetto, 16 ottobre 1943, è deportata nel Reich con destinazione Auschwitz giungendovi il 23 ottobre 1943. Non sopravvive alla Shoah. |
| 8 gennaio 2024    | Viale Giulio Cesare, 109 41°54′34.49″N 12°27′35″E                   | | QUI ABITAVA GINA SONNINO NATA 1892 ARRESTATA 16.10.1943 DEPORTATA AUSCHWITZ ASSASSINATA                                                                            | Gina Sonnino (Roma, 10 dicembre 1892 - Auschwitz, ???), figlia di Giuseppe e Giuditta Di Castro, madre di Ugo Novelli. Arrestata nel corso del rastrellamento del ghetto, 16 ottobre 1943, è deportata nel Reich con destinazione Auschwitz. Non sopravvive alla Shoah. |
| 8 gennaio 2024    | Viale Giulio Cesare, 109 41°54′34.49″N 12°27′35″E                   | | QUI ABITAVA UGO NOVELLI NATO 1915 ARRESTATO 5.5.1944 DEPORTATO AUSCHWITZ ASSASSINATO 6.10.1944                                                                     | Ugo Novelli (Roma, 18 maggio 1915- Auschwitz 6 ottobre 1944), figlio di Spartaco e Gina Sonnino, è arrestato a Roma il 4 maggio 1944, tradotto a Fossoli, quindi deportato nel Reich destinazione Auschwitz dove giunge il 30 giugno 1944. Muore il 6 ottobre 1944. |
| 8 gennaio 2024    | Via della Giuliana, 133 41°54′55.73″N 12°27′12.55″E                 | | QUI ABITAVA SARA PAPO NATA 1884 ARRESTATA 16.10.1943 DEPORTATA AUSCHWITZ ASSASSINATA                                                                               | Sara Papo (Sarajevo, 15 giugno 1884 - Auschwitz, 23 ottobre 1943), figlia di Mosè e Erdonia Hajon, è arrestata nel corso del rastrellamento del ghetto, 16 ottobre 1943. Deportata nel Reich con destinazione Auschwitz. Non sopravvive alla Shoah. |
| 10 gennaio 2024   | Via Sant'Angelo in Pescheria, 34 41°53′35.53″N 12°28′42.34″E        | | QUI ABITAVA GIUSEPPE MOSCATO NATO 1907 ARRESTATAO 16.10.1943 DEPORTATO AUSCHWITZ ASSASSINATO                                                                       | Giuseppe Moscato (Roma, 28 marzo 1907 - Auschwitz, 31 marzo 1944), figlio di Lazzaro e Chiara Limentani, coniuge di Emilia Pavoncello, padre di Lazzaro Moscato e Bruno Anselmo. Arrestato con la moglie ed i figli nel corso del rastrellamento del ghetto, 16 ottobre 1943. Deportato nel Reich con destinazione Auschwitz. Assassinato il 31 marzo 1944. |
| 10 gennaio 2024   | Via Sant'Angelo in Pescheria, 34 41°53′35.53″N 12°28′42.34″E        | | QUI ABITAVA EMILIA PAVONCELLO NATA 1910 ARRESTATA 16.10.1943 DEPORTATA AUSCHWITZ ASSASSINATA                                                                       | Emilia Pavoncello (Roma, 1 aprile 1910 - Auschwitz, ???), figlia di Anselmo Pavoncello e Camilla PavoncellO, è arrestata con la famiglia a Roma nel corso del rastrellamento del ghetto, 16 ottobre 1943. Deportata nel Reich con destinazione Auschwitz. Non sopravvive alla Shoah. |
| 10 gennaio 2024   | Via Sant'Angelo in Pescheria, 34 41°53′35.53″N 12°28′42.34″E        | | QUI ABITAVA LAZZARO MOSCATO NATO 1938 ARRESTATO 16.10.1943 DEPORTATO AUSCHWITZ ASSASSINATO                                                                         | Lazzaro Moscato (Roma, 16 aprile 1938 - Auschwitz, 23 ottobre 1943), figlio di Giuseppe Moscato e Emilia Pavoncello, è arrestato con i genitori ed il fratello Lazzaro nel corso del rastrellamento del ghetto, 16 ottobre 1943. Deportato nel Reich con destinazione Auschwitz. Non sopravvive alla Shoah. |
| 10 gennaio 2024   | Via Sant'Angelo in Pescheria, 34 41°53′35.53″N 12°28′42.34″E        | | QUI ABITAVA BRUNO ANSELMO MOSCATO NATO 1939 ARRESTATAO 16.10.1943 DEPORTATO AUSCHWITZ ASSASSINATO                                                                  | Bruno Anselmo Moscato (Roma, 6 agosto 1939 - Auschwitz, 23 ottobre 1943), figlio di Giuseppe Moscato e Emilia Pavoncello, è arrestato con i genitori ed il fratello Lazzaro nel corso del rastrellamento del ghetto, 16 ottobre 1943. Deportato nel Reich con destinazione Auschwitz. Non sopravvive alla Shoah. |
| 8 febbraio 2024   | Via di San Vitale davanti alla Questura 41°54′01.25″N 12°29′29.55″E | | QUI ERA IN SERVIZIO PIETRO E. LUNGARO NATO 1910 ARRESTATA 7.2.1944 ASSASSINATO 24.3.1944 FOSSE ARDEATINE                                                           | Petro Ermelindo Lungaro (Trapani, 1 giugno 1910 - Eccidio delle Fosse Ardeatine, 24 marzo 1944), figlio di Alberto e Rita Caltagirone. Vice Brigadiere della Pubblica Sicurezza, antifascista, partigiano. Uomo del Partito d'Azione, attivo nel CLN romano, è arrestato dalle SS in seguito a delazione, accusato di cospirazione e sostegno all'attività partigiana. Condotto al carcere di Via Tasso 15, è tra le vittime dell'Eccidio delle Fosse Ardeatine, 24 marzo 1944. Medaglia d'argento al valor militare alla memoria. |
| 8 febbraio 2024   | Via di San Vitale davanti alla Questura 41°54′01.25″N 12°29′29.55″E | | QUI ERA IN SERVIZIO EMILIO SCAGLIA NATO 1923 ARRESTATO 28.3.1944 FUCILATO 3.8.1944 FORTE BRAVETTA                                                                  | Emilio Scaglia (Verbania, 14 ottobre 1923 - Forte Bravetta, 3 agosto 1944), agente di Pubblica Sicurezza, partigiano, come il collega Giovanni Lupis immediatamente dopo l'armistizio dell'8 settembre 1943 entra nella Resistenza unendosi ai patrioti della "Banda Napoli". Arrestato dalle SS nel marzo del 1944, è tra i martiri fucilati al Forte Bravetta il 2 agosto 1944. Medaglia d'argento al valor militare alla memoria. Ad Emilio Scaglia è intitolata la caserma della polizia stradale di Domodossola. |
| 8 febbraio 2024   | Via di San Vitale davanti alla Questura 41°54′01.25″N 12°29′29.55″E | | QUI ERA IN SERVIZIO GIOVANNI LUPIS NATO 1923 ARRESTATO 28.3.1944 FUCILATO 3.8.1944 FORTE BRAVETTA                                                                  | Giovanni Lupis (reggio Calabria, 2 ottobre 1923 - Forte Bravetta, 3 agosto 1944), agente di Pubblica Sicurezza, partigiano, come il collega Emilio Scaglia immediatamente dopo l'armistizio dell'8 settembre 1943 entra nella Resistenza unendosi ai patrioti della "Banda Napoli". Arrestato dalle SS nel marzo del 1944, è tra i martiri fucilati al Forte Bravetta il 3 agosto 1944. Medaglia d'argento al valor militare alla memoria. |
| 13 gennaio 2025   | Via della Reginella, 19 41°53′35.88″N 12°28′38.24″E                 | | QUI ABITAVA RUBINO DELLA ROCCA NATO 1901 ARRESTATO 25.11.1943 DEPORTATO AUSCHWITZ ASSASSINATO 25.1.1945                                                            | Rubino Della Rocca (Roma, 7 agosto 1901 - Auschwitz, 25 gennaio 1945), figlio di Samuele e Benvenuta Sabate, coniugato con Elisabetta Moscati, due figli. Arrestato nei giorni seguenti il rastrellamento del ghetto, trasferito a Fossoli prima della deportazione nel Reich con destinazione Auschwitz. Non sopravvive alla Shoah. |
| 12 febbraio 2025  | Via della Reginella, 10 41°53′37.49″N 12°28′38.5″E                  | | | Fortunata Sciunnach (Roma, 15 luglio 1911 - Auschwitz, 23 ottobre 1943), figlia di Alberto e Costanza Di Porto, coniugata con Pace Moscato, quattro figli. Arrestata nel corso del rastrellamento del ghetto del 16 ottobre 1943, deportata nel Reich condestinazione Auschwitz dove giunge il 23 ottobre 1943. Assassinata il giorno stesso del suo arrivo al campo. |
| 12 febbraio 2025  | Via Roma Libera, 10 41°53′11.2″N 12°28′09.13″E                      | | | Cesare Anticoli (Roma, 18 dicembre 1896 - Auschwitz, 30 settembre 1944), figlio di Geremia e Stella Moresco, coniugato con Olga Astrologo. Arrestato a Roma il 9 maggio 1944, internato a Fossoli prima della deportazione nel Terzo reich, destinato a Auschwitz dove giunge il 30 giugno 1944. Assassinato al campo il 30 settembre dello stesso anno. |
| 12 febbraio 2025  | via Dei Pastini, 114 41°53′58.23″N 12°28′41.73″E                    | | | Emidio Micozzi |
| 12 febbraio 2025  | via F.Zuccari, 2/a 41°52′40.69″N 12°29′04.25″E                      | | | Giuseppe Del Monte (Roma, 22 dicembre 1904 - Eccidio delle Fosse Ardeatine, 24 marzo 1944), figlio di Prospero e Ester Funaro. È tra le vittime dell'Eccidio delle Fosse Ardeatine del 24 marzo 1944. |
| 12 febbraio 2025  | via Crescenzio, 2 41°54′19.98″N 12°28′04.36″E                       | | | Renzo Giorgini (Roma, 11 aprile 1887 - Eccidio delle Fosse Ardeatine, 24 marzo 1944), figlio di Ernesto, industriale, attista del PCd'I, arrestato dalle SS il 16 marzo 1944 su delazione. Detenuto nel carcere di Regina Coeli, è tra le vittime dell'Eccidio delle Fosse Ardeatine del 24 marzo 1944. |
| 12 febbraio 2025  | via Della Giuliana, 70 41°54′52.74″N 12°27′14.96″E                  | | | Antonio Pappagallo (Molfetta, 2 gennaio 1898 - Bolzano, 12 settembre 1944), figlio di Domenico e Rosa Del Vescovo, coniugato, due figlie. Maresciallo della Regia Marina, è fucilato nel campo di Bolzano il 12 settembre 1944. |
| 21 febbraio 2025  | Via Sant’Angelo in Pescheria, 12 41°53′34.68″N 12°28′42.72″E        | | | Alberto Della Rocca (Roma, 28 ottobre 1909 - ???, ???), figlio di Davide e Enrica Zarfati, coniugato con Virginia Moscato, genitore di David, Chiara, Lazzaro Della Rocca. Arrestato con la famiglia nel corso del rastrellamento del ghetto del 16 ottobre 1943, tutti deportati nel Reich con destinazione Auschwitz dove giungono il 23 ottobre 1943. Nessuno della famiglia sopravvive alla Shoah. |
| 21 febbraio 2025  | Via Sant’Angelo in Pescheria, 12 41°53′34.68″N 12°28′42.72″E        | Virginia Moscato (Roma, 17 marzo 1910 - Auschwitz, 27 aprile 1944), figlia di Lazzaro e Chiara Limentani, coniugata con Alberto Della Rocca, genitore di David, Chiara, Lazzaro Della Rocca. Condivide il tragico destino dei familiari. Non sopravvive alla Shoah. | | |
| 21 febbraio 2025  | Via Sant’Angelo in Pescheria, 12 41°53′34.68″N 12°28′42.72″E        | Chiara Della Rocca (Roma, 16 agosto 1939 - ???, ???), figlia di Alberto e Virginia Moscato, sorella di David e Lazzaro Della Rocca. Condivide il tragico destino dei familiari. Non sopravvive alla Shoah.                                                          | | |
| 21 febbraio 2025  | Via Sant’Angelo in Pescheria, 12 41°53′34.68″N 12°28′42.72″E        | David Della Rocca (Roma, 16 agosto 1939 - Auschwitz, 23 ottobre 1943), figlio di Alberto e Virginia Moscato, fratello di Chiara e Lazzaro Della Rocca. Condivide il tragico destino dei familiari. Non sopravvive alla Shoah.                                       | | |
| 21 febbraio 2025  | Via Sant’Angelo in Pescheria, 12 41°53′34.68″N 12°28′42.72″E        | Lazzaro Della Rocca (Roma, 16 ottobre 1942 - Auschwitz, 23 ottobre 1943), figlio di Alberto e Virginia Moscato, fratello di Chiara e David Della Rocca. Condivide il tragico destino dei familiari. Non sopravvive alla Shoah.                                      | | |
| 6 marzo 2025      | Viale Castro Pretorio, 82 41°54′19.59″N 12°30′20.03″E               | | QUI ABITAVA JERZY SAS KULCZYCKI NATO 1905 ARRESTATO 15.4.1944 INTERNATO FOSSOLI ASSASSINATO 12.7.1944 CIBENO DI CARPI                                              | Jerzy Sas Kulczycki (Roma, 24 dicembre 1905 - Poligono di tiro di Cibeno, Carpi, 12 luglio 1944), partigiano, famiglia di origine polacca immigrata. Nel 1927 asquisisce il grado di Guardiamarina presso Accademia navale di Livorno, ottiene diversi encomi nel corso della Seconda guerra mondiale. L'armistizio dell'8 settembre 1943 lo coglie a Trieste. Sfuggito alla cattura dei tedeschi organizza i primi gruppi di resistenza nel Veneto, poi a Milano è tra i promotori dell'organizzazione militare clandestina V.A.I.. Il 15 aprile 1944 è in missione a Genova quando è catturato dai nazifascisti grazie a una delazione e internato il 9 giugno 1944 a Fossoli è tra i 67 martiri fucilati nell'eccidio di Fossoli del 12 luglio 1944. Medaglia d'oro al valor militare alla memoria. Una via gli è stata intitolata a Livorno. |
| 6 marzo 2025      | Via XX settembre, 98E 41°54′16.81″N 12°29′40.94″E                   | | QUI ABITAVA GIOVANNI BARBERA NATO 1916 ARRESTATO MARZO 1944 INTERNATO FOSSOLI ASSASSINATO 12.7.1944 CIBENO DI CARPI                                                | Giovanni Barbera (Messina, 1918 - Poligono di tiro di Cibeno, Carpi, 12 luglio 1944), insegnante, celibe, arrestato nel marzo 1944, detenuto a San Vittore prima dell'internamento a Fossoli avvenuto il 27 aprile 1944.È tra i 67 martiri fucilati nell'eccidio di Fossoli del 12 luglio 1944. |
| 6 marzo 2025      | Via di Sant'Ambrogio, 7 41°53′34.58″N 12°28′39.62″E                 | | QUI ABITAVA PACIFICO DI CASTRO NATO 1903 ARRESTATO 1.4.1944 INTERNATO FOSSOLI ASSASSINATO 1.5.1944                                                                 | Pacifico Di Castro (Roma, 13 agosto 1903 - Fossoli, 1° maggio 1944), figlio di Crescenzio e Angelica Di Porto, coniugato con Ester Di Consiglio. Arrestato ai primi di aprile del 1944 a Roma è internato a Fossoli, dove muore il 1° maggio 1944. |